# Перелік українських атак по прикордонних регіонах РФ (2024)
У таблицях подана інформація про атаки та інциденти у Брянській, Курській, Бєлгородській, Воронезькій, Ростовській областях та Краснодарському краї протягом 2024 року, про які відомо з відкритих джерел. Також наведено інциденти які відбулися на території окупованого росіянами Придністров'я.
| атака без загиблих |
| атака з загиблими  |

1 червня 2024 року було перше застосування ЗСУ наданої США зброї по РФ, щонайменше 8 ракет було випущено вночі з M142 HIMARS по Бєлгородській області. 9 червня стало відомо про перше застосування українськими літаками зброї про цілям на території РФ.
За підрахунками російського опозиційного видання Агентство, впродовж літа 2024 року було зафіксовано щонайменше 1 846 запущених безпілотників та ракет, застосованих по російським та окупованим РФ територіям.
12 вересня російською владою було оприлюднено інформацію про те що з лютого 2022 року в Бєлгородській області загинуло понад 250 людей, ще понад 1 500 осіб постраждали, через обстріли пошкоджено понад 32 000 домоволодінь та понад 10 000 авто.

## Обстріли і атаки вздовж лінії зіткнення
| дата       | регіон                                  | місце                                   | тип атаки          | влучання | жертви                       |
| ---------- | --------------------------------------- | --------------------------------------- | ------------------ | --- | ---------------------------- |
| 01.01.2024 | Бєлгородська область                    | Шебекіно                                | БпЛА               | відомо про атаку на базу матеріально-технічного забезпечення одного з підрозділів 1-ї танкової армії                                                  | 1 загиблий, 7 поранено       |
| 01.01.2024 | Бєлгородська область                    | Богун                                   | обстріл            | заявлено про обстріл населеного пункту | —                            |
| 01.01.2024 | Бєлгородська область                    | Красноє                                 | обстріл            | заявлено про обстріл населеного пункту | —                            |
| 02.01.2024 | Бєлгородська область                    | Шебекіно                                | обстріл            | заявлено про обстріл населеного пункту | —                            |
| 03.01.2024 | Бєлгородська область                    | Солоти                                  | обстріл            | заявлено про обстріл населеного пункту | —                            |
| 07.01.2024 | Молдова, Придністровʼя (окуповане РФ)   | Молдова, Придністровʼя (окуповане РФ)   | рейд               | заявлено про інцидент із застосуванням вогнепальної зброї, після завершення якого двоє придністровських громадян було переміщено на територію України | 1 загиблий, 1 поранений      |
| 07.01.2024 | Бєлгородська область                    | Бєлгородська область                    | обстріл            | заявлено про обстріл 13 населених пунктів в районі Шебекіно                                                                                           | поранені                     |
| 08.01.2024 | Бєлгородська область                    | Бєлгородська область                    | обстріл            | заявлено про обстріл населених пунктів | —                            |
| 12.01.2024 | Бєлгородська область                    | Козинка                                 | обстріл            | відомо про поранених російських військових | 4 поранених                  |
| 13.01.2024 | Бєлгородська область                    | Мокра Орловка                           | БпЛА               | відомо про атаку БпЛА | 1 поранений                  |
| 15.01.2024 | Бєлгородська область                    | Красний Хутір                           | обстріл            | відомо про поранених російських військових | 2 поранених                  |
| 17.01.2024 | Бєлгородська область                    | Мокра Орловка                           | БпЛА               | БпЛА атакували будівельників фортифікаційних споруд у Бєлгородській області                                                                           | знищені вантажівки           |
| 18.01.2024 | Брянська область                        | Горожанка                               | рейд               | відомо про рейд у прикордонні | 2 загиблих, 2 поранено       |
| 20.01.2024 | Бєлгородська область                    | Колотилівка                             | БпЛА               | відомо про атаку БпЛА і пошкодження об'єкту звʼязку                                                                                                   | —                            |
| 21.01.2024 | Бєлгородська область                    | Бєлгородська область                    | БпЛА               | відомо про атаки БпЛА у різних населених пунктах в районі Шебекіно                                                                                    | —                            |
| 21.01.2024 | Бєлгородська область                    | Бєлгородська область                    | БпЛА               | відомо про загиблого російського солдата строкової служби у прикордонні                                                                               | 1 загиблий, поранені         |
| 25.01.2024 | Бєлгородська область                    | Бєлгородська область                    | БпЛА               | відомо про загиблого російського громадянина | —                            |
| 25.01.2024 | Бєлгородська область                    | Бєлгородська область                    | обстріл, БпЛА      | відомо про обстріл чотирьох районів області 25 січня                                                                                                  | —                            |
| 28.01.2024 | Бєлгородська область                    | Красноярузький р-н                      | БпЛА               | атака БпЛА на інженерну техніку | 1 поранено                   |
| 29.01.2024 | Бєлгородська область                    | Довге                                   | БпЛА               | атака БпЛА на інженерну техніку | —                            |
| 30.01.2024 | Курська область                         | Стара Миколаївка                        | обстріл            | відомо про обстріл і поранення трьох російських військових                                                                                            | 3 поранено                   |
| 30.01.2024 | Курська область                         | Веселе                                  | БпЛА               | відбулася атака БпЛА на транспортний засіб російських військових                                                                                      | —                            |
| 30.01.2024 | Брянська область                        | Нові Юрковичі                           | —                  | відомо про трьох постраждалих російських прикордонників                                                                                               | 3 поранено                   |
| 30.01.2024 | Бєлгородська область                    | Дронівка                                | БпЛА               | відомо про атаки БпЛА на інженерну техніку та інфраструктуру                                                                                          | —                            |
| 30.01.2024 | Бєлгородська область                    | Мокра Орловка                           | БпЛА               | відомо про атаки БпЛА на інженерну техніку та інфраструктуру                                                                                          | —                            |
| 30.01.2024 | Бєлгородська область                    | Теребрено                               | обстріл            | відомо про знищення інженерної техніки та інфраструктури                                                                                              | —                            |
| 31.01.2024 | Бєлгородська область                    | Тишанка                                 | БпЛА               | внаслідок вибуху від атаки БпЛА пошкоджено інфраструктурний об'єкт зв'язку                                                                            | —                            |
| 31.01.2024 | Бєлгородська область                    | хутір Панків                            | БпЛА               | внаслідок атаки БпЛА пошкоджена лінія електропередачі                                                                                                 | —                            |
| 03.02.2024 | Бєлгородська область                    | Грайворонський р-н                      | обстріл            | відомо про обстріл населених пунктів району та нищення інфраструктури звʼязку                                                                         | —                            |
| 04.02.2024 | Курська область                         | Тьоткіно                                | БпЛА               | відомо про знищення російської інфраструктури звʼязку                                                                                                 | —                            |
| 04.02.2024 | Бєлгородська область                    | Старий Хутір                            | обстріл            | відомо про обстріл населеного пункту | —                            |
| 05.02.2024 | Брянська область                        | Брянська область                        | —                  | відомо про атаку на російських прикордонників | 1 загиблий, поранені         |
| 07.02.2024 | Бєлгородська область                    | Шебекіно                                | обстріл            | відомо про обстріл населеного пункту під час масованого ракетного удару по Україні                                                                    | поранені                     |
| 08.02.2024 | Бєлгородська область                    | Пороз                                   | обстріл            | відомо про обстріл населеного пункту | —                            |
| 08.02.2024 | Бєлгородська область                    | Нова Таволжанка                         | БпЛА               | заявлено про обстріл населених пунктів | 5 поранено                   |
| 08.02.2024 | Бєлгородська область                    | Ржівка                                  | БпЛА               | заявлено про обстріл населених пунктів | 5 поранено                   |
| 10.02.2024 | Бєлгородська область                    | Понурі                                  | обстріл            | заявлено про обстріл населеного пункту та знищення інженерної техніки                                                                                 | 3 поранено                   |
| 11.02.2024 | Бєлгородська область                    | Бєлгородська область                    | БпЛА               | відомо про атаку новим типом БпЛА | —                            |
| 13.02.2024 | Бєлгородська область                    | Бєлгородська область                    | БпЛА               | відомо про знищення інженерної техніки | —                            |
| 16.02.2024 | Бєлгородська область                    | Пороз                                   | обстріл            | заявлено про обстріл населеного пункту | —                            |
| 25.02.2024 | Бєлгородська область                    | Графівка                                | БпЛА               | відомо про знищення російської інфраструктури звʼязку                                                                                                 | —                            |
| 25.02.2024 | Бєлгородська область                    | Нехотіївка                              | обстріл            | заявлено про обстріл населеного пункту | —                            |
| 25.02.2024 | Бєлгородська область                    | Щетинівка                               | БпЛА               | заявлено про обстріл населеного пункту | —                            |
| 25.02.2024 | Бєлгородська область                    | Наумівка                                | БпЛА               | заявлено про обстріл населеного пункту | —                            |
| 25.02.2024 | Бєлгородська область                    | Таврово                                 | БпЛА               | заявлено про обстріл населеного пункту | —                            |
| 25.02.2024 | Бєлгородська область                    | Разумне                                 | БпЛА               | заявлено про обстріл населеного пункту | —                            |
| 25.02.2024 | Бєлгородська область                    | Богун-Городок                           | обстріл            | заявлено про обстріл населеного пункту | —                            |
| 25.02.2024 | Бєлгородська область                    | Лозова Рудка                            | БпЛА               | заявлено про обстріл населеного пункту | —                            |
| 25.02.2024 | Бєлгородська область                    | Хотмижськ                               | БпЛА               | заявлено про обстріл населеного пункту | —                            |
| 25.02.2024 | Бєлгородська область                    | Сподарюшине                             | обстріл            | заявлено про обстріл населеного пункту | —                            |
| 25.02.2024 | Бєлгородська область                    | Горьковський                            | БпЛА               | заявлено про обстріл населеного пункту | —                            |
| 25.02.2024 | Бєлгородська область                    | Лєнінскій                               | обстріл            | пошкодження отримали лінії електропередач | —                            |
| 25.02.2024 | Бєлгородська область                    | Раково                                  | БпЛА               | заявлено про обстріл населеного пункту | —                            |
| 26.02.2024 | Бєлгородська область                    | Почаєво                                 | БпЛА               | відомо про атаки БпЛА на інженерну техніку | 3 загиблих, 2 поранені       |
| 26.02.2024 | Брянська область                        | Біла Березка                            | обстріл            | заявлено про обстріл населеного пункту | —                            |
| 26.02.2024 | Бєлгородська область                    | Нова Таволжанка                         | обстріл            | заявлено про обстріл населеного пункту | 2 поранено                   |
| 26.02.2024 | Бєлгородська область                    | Колотилівка                             | БпЛА               | заявлено про обстріл населеного пункту | —                            |
| 26.02.2024 | Курська область                         | Гордієвка                               | БпЛА               | заявлено про обстріл населених пунктів | —                            |
| 26.02.2024 | Курська область                         | Троїцьке                                | БпЛА               | заявлено про обстріл населених пунктів | —                            |
| 27.02.2024 | Курська область                         | Попово-Лежачі                           | обстріл            | заявлено про обстріл населеного пункту | —                            |
| 27.02.2024 | Брянська область                        | Біла Березка                            | обстріл            | заявлено про обстріл населеного пункту та пошкодження електропостачання                                                                               | —                            |
| 27.02.2024 | Брянська область                        | Суземка                                 | обстріл            | заявлено про обстріл населеного пункту | 5 поранено                   |
| 27.02.2024 | Курська область                         | Козино                                  | обстріл            | заявлено про обстріл населеного пункту | —                            |
| 27.02.2024 | Курська область                         | Гуєво                                   | обстріл            | заявлено про обстріл населеного пункту | —                            |
| 28.02.2024 | Бєлгородська область                    | Тишанка                                 | обстріл, БпЛА      | заявлено про обстріл населеного пункту | —                            |
| 29.02.2024 | Бєлгородська область                    | Нове                                    | обстріл            | заявлено про обстріл населеного пункту | —                            |
| 29.02.2024 | Курська область                         | Тьоткіно                                | обстріл            | заявлено про обстріл населеного пункту і пошкодження сільськогосподарської інфраструктури                                                             | —                            |
| 01.03.2024 | Курська область                         | Тьоткіно                                | обстріл            | заявлено про обстріл населеного пункту | —                            |
| 01.03.2024 | Курська область                         | Крупець                                 | БпЛА               | заявлено про обстріл населеного пункту | —                            |
| 01.03.2024 | Бєлгородська область                    | Цапівка                                 | БпЛА               | відомо про щонайменше двох поранених російських прикордонників внаслідок атаки на населений пункт                                                     | 2 поранено                   |
| 01.03.2024 | Бєлгородська область                    | Терезівка                               | обстріл            | заявлено про обстріл населеного пункту і руйнування                                                                                                   | —                            |
| 01.03.2024 | Бєлгородська область                    | Мухін                                   | обстріл            | заявлено про обстріл населеного пункту і руйнування                                                                                                   | —                            |
| 01.03.2024 | Бєлгородська область                    | Коновалове                              | БпЛА               | заявлено про обстріл населеного пункту і руйнування                                                                                                   | —                            |
| 02.03.2024 | Курська область                         | Гуєво                                   | обстріл            | заявлено про обстріл населеного пункту | —                            |
| 03.03.2024 | Курська область                         | Тьоткіно                                | БпЛА               | заявлено про обстріл населеного пункту | —                            |
| 04.03.2024 | Курська область                         | Тьоткіно                                | БпЛА               | заявлено про обстріл населеного пункту | —                            |
| 04.03.2024 | Курська область                         | Гуєво                                   | обстріл            | відомо про обстріл населеного пункту і руйнування | —                            |
| 04.03.2024 | Бєлгородська область                    | Нова Таволжанка                         | обстріл            | заявлено про обстріл населеного пункту і руйнування                                                                                                   | —                            |
| 04.03.2024 | Бєлгородська область                    | Шебекіно                                | БпЛА               | відомо про атаку БпЛА | —                            |
| 05.03.2024 | Бєлгородська область                    | Новопетрівка                            | БпЛА               | відомо про атаку БпЛА | —                            |
| 05.03.2024 | Бєлгородська область                    | Нова Таволжанка                         | БпЛА               | відомо про атаку БпЛА на вантажівку | поранені                     |
| 05.03.2024 | Бєлгородська область                    | Мухін                                   | обстріл            | заявлено про обстріл населеного пункту, руйнування енергетичної інфраструктури та відімкнення від електропостачання шести населених пунктів           | —                            |
| 06.03.2024 | Бєлгородська область                    | Красноє                                 | обстріл            | заявлено про обстріл населеного пункту і руйнування                                                                                                   | 1 поранено                   |
| 07.03.2024 | Курська область                         | Тьоткіно                                | обстріл            | заявлено про обстріл населеного пункту | —                            |
| 07.03.2024 | Бєлгородська область                    | Наумівка                                | БпЛА               | заявлено про обстріл населеного пункту | 1 поранено                   |
| 08.03.2024 | Бєлгородська область                    | Рождественка                            | БпЛА               | заявлено про атаку інженерної техніки | 2 загиблих, 1 поранений      |
| 10.03.2024 | Бєлгородська область                    | Мокра Орловка                           | БпЛА               | відомо про атаку БпЛА та двох постраждалих російських військових                                                                                      | 2 поранено, вантажівка       |
| 10.03.2024 | Бєлгородська область                    | Горьковський                            | БпЛА               | заявлено про обстріл населеного пункту і руйнування                                                                                                   | —                            |
| 10.03.2024 | Бєлгородська область                    | Поляна                                  | БпЛА               | заявлено про обстріл населеного пункту, ушкодження вантажної техніки і руйнування                                                                     | —                            |
| 10.03.2024 | Бєлгородська область                    | Шебекіно                                | БпЛА               | було оприлюднено відео урадення безпілотниками трьох гармат, ймовірно МТ-12 «Рапіра»                                                                  | —                            |
| 10.03.2024 | Бєлгородська область                    | Строїтель                               | БпЛА               | заявлено про атаку вантажної техніки | —                            |
| 11.03.2024 | Бєлгородська область                    | Бєлгородська область                    | —                  | відомо про загиблого російського військового | 1 загиблий                   |
| 11.03.2024 | Курська область                         | Гончарівка                              | обстріл            | заявлено про обстріл населеного пункту і руйнування                                                                                                   | 1 загиблий, 1 поранений      |
| 11.03.2024 | Курська область                         | Внезапне                                | обстріл            | заявлено про обстріл населеного пункту і руйнування                                                                                                   | —                            |
| 12.03.2024 | Бєлгородська область                    | —                                       | —                  | відомо про загиблих російських військових | 2 загиблих                   |
| 12.03.2024 | Бєлгородська область                    | Борисовка                               | обстріл            | заявлено про обстріл населеного пункту і руйнування                                                                                                   | —                            |
| 12.03.2024 | Бєлгородська область                    | Грайворон                               | обстріл            | заявлено про обстріл населеного пункту і руйнування                                                                                                   | —                            |
| 12.03.2024 | Бєлгородська область                    | Дубино                                  | обстріл            | заявлено про обстріл населеного пункту і руйнування                                                                                                   | —                            |
| 12.03.2024 | Бєлгородська область                    | Шебекіно                                | обстріл            | заявлено про обстріл населеного пункту і руйнування                                                                                                   | 2 поранено                   |
| 12.03.2024 | Бєлгородська область                    | Нова Таволжанка                         | рейд, обстріл      | заявлено про обстріл населеного пункту і руйнування                                                                                                   | —                            |
| 12.03.2024 | Бєлгородська область                    | Дунайка                                 | рейд               | було опубліковано відео знищення РСЗВ БМ-21 «Град» | 1 БМ-21 «Град»               |
| 12.03.2024 | Бєлгородська область                    | Лозова Рудка                            | рейд               | 12 березня бійці легіону «Свобода Росії», «Російського Добровольчого Корпусу» та батальйону «Сибір» зайшли на прикордонну територію РФ                | —                            |
| 12.03.2024 | Бєлгородська область                    | Нехотіївка                              | рейд               | 12 березня бійці легіону «Свобода Росії», «Російського Добровольчого Корпусу» та батальйону «Сибір» зайшли на прикордонну територію РФ                | —                            |
| 12.03.2024 | Бєлгородська область                    | Сподарюшине                             | рейд               | 12 березня бійці легіону «Свобода Росії», «Російського Добровольчого Корпусу» та батальйону «Сибір» зайшли на прикордонну територію РФ                | —                            |
| 12.03.2024 | Курська область                         | Тьоткіно                                | рейд               | 12 березня бійці легіону «Свобода Росії», «Російського Добровольчого Корпусу» та батальйону «Сибір» зайшли на прикордонну територію РФ                | щонайменше 1 БТР, 2 поранено |
| 13.03.2024 | Бєлгородська область                    | Горьковський                            | рейд               | 13 березня було оприлюднення відео знищення БМП-1 та двох БМД-2                                                                                       | 1 БМП-1 та 2 БМД-2 втрачено  |
| 13.03.2024 | Курська область                         | Тьоткіно                                | рейд               | 13 березня було оприлюднення відео знищення БМП-1 та двох БМД-2                                                                                       | 1 БМП-1 та 2 БМД-2 втрачено  |
| 14.03.2024 | Бєлгородська область                    | Грайворон                               | обстріл            | відомо про обстріл населеного пункту | 1 поранено                   |
| 14.03.2024 | Бєлгородська область                    | Сподарюшине                             | рейд               | 14 березня тривали бої у Сподарюшиному і Козинці | —                            |
| 14.03.2024 | Бєлгородська область                    | Козинка                                 | рейд               | 14 березня тривали бої у Сподарюшиному і Козинці | —                            |
| 15.03.2024 | Бєлгородська область                    | Грайворонський р-н                      | обстріл            | 15 березня місцевою владою було повідомлено, що у районі загинув місцевий житель добровольчого формування «територіальної самооборони»                | 1 загиблий                   |
| 15.03.2024 | Бєлгородська область                    | Козинка                                 | рейд               | відомо про загиблого російського військового | 1 загиблий                   |
| 16.03.2024 | Бєлгородська область                    | Козинка                                 | рейд               | відомо про загиблого російського військового | 1 загиблий                   |
| 16.03.2024 | Бєлгородська область                    | Бєлгородська область                    | рейд               | бійці «РДК» показали відео захоплення в полон командира російського інженерно-технічного взводу                                                       | полонені                     |
| 16.03.2024 | Бєлгородська область                    | Глотове                                 | БпЛА               | заявлено про атаку БпЛА на транспортний засіб | 5 поранено                   |
| 17.03.2024 | Бєлгородська область                    | Козинка                                 | рейд               | Сибірський батальйон і «РДК» повідомили, що їхні бійці зайшли до села Козинка і підняли там свої прапори                                              | 2 загиблих                   |
| 17.03.2024 | Молдова, Тирасполь (окупований РФ)      | Молдова, Тирасполь (окупований РФ)      | БпЛА               | на території військової частини дрон-камікадзе знищив гелікоптер Мі-8                                                                                 | Мі-8                         |
| 17.03.2024 | Бєлгородська область                    | Горьковський                            | рейд               | російські визвольні сили, які воюють на боці України, зайняли населений пункт Горьковський у Бєлгородській області                                    | —                            |
| 17.03.2024 | Курська область                         | Тьоткіно                                | обстріл            | заявлено про обстріл населеного пункту і знеструмлення                                                                                                | —                            |
| 18.03.2024 | Бєлгородська область                    | Грайворонський р-н                      | обстріл            | відомо про поранених російських військових у обстрілах 16-18 березня                                                                                  | поранені                     |
| 18.03.2024 | Бєлгородська область                    | Красна Яруга                            | —                  | Легіон «Свобода Росії» опублікував відео знищення ворожого комплексу РЕБ Р-330Ж «Житель»                                                              | Р-330Ж «Житель»              |
| 18.03.2024 | Курська область                         | Тьоткіно                                | рейд               | Легіон «Свобода Росії» опублікував відео з ударом по складу російської армії в населеному пункті Тьоткіно                                             | склад боєприпасів            |
| 19.03.2024 | Бєлгородська область                    | Бєлгородська область                    | обстріл            | відомо про пʼять загиблих і значну кількість поранених при обстрілах прикордоння Бєлгородської області 19 березня                                     | 5 загиблих, поранені         |
| 19.03.2024 | Бєлгородська область                    | Нехотіївка                              | рейд               | російськими бійцями підконтрольними ЗСУ було оприлюднено відео боїв у населеному пункті                                                               | —                            |
| 24.03.2024 | Бєлгородська область                    | Муром                                   | БпЛА               | заявлено про атаки населених пунктів і руйнування | 2 поранено                   |
| 24.03.2024 | Бєлгородська область                    | Цапівка                                 | БпЛА               | заявлено про атаки населених пунктів і руйнування | 2 поранено                   |
| 26.03.2024 | Бєлгородська область                    | Дубове                                  | обстріл            | заявлено про обстріл населеного пункту і руйнування                                                                                                   | 2 поранено                   |
| 26.03.2024 | Бєлгородська область                    | В'язове                                 | обстріл            | заявлено про обстріл населеного пункту і руйнування                                                                                                   | —                            |
| 27.03.2024 | Бєлгородська область                    | Поляна                                  | БпЛА               | заявлено про атаку безпілотниками населеного пункту і руйнування                                                                                      | —                            |
| 28.03.2024 | Бєлгородська область                    | Борисовський р-н                        | БпЛА               | відомо про поранених російських військових | 5 поранено                   |
| 28.03.2024 | Бєлгородська область                    | Богун-Городок                           | БпЛА               | відомо про пораненого російського військового | 1 поранено                   |
| 28.03.2024 | Бєлгородська область                    | Щетинівка                               | БпЛА               | відомо про поранених російських військових | 3 поранено                   |
| 28.03.2024 | Бєлгородська область                    | Новопетрівка                            | БпЛА               | відомо про пораненого російського військового | 1 поранено                   |
| 28.03.2024 | Бєлгородська область                    | Козинка                                 | БпЛА               | відомо про загиблих російських військових | 2 загиблих                   |
| 30.03.2024 | Курська область                         | Гуєво                                   | обстріл            | заявлено про обстріл населеного пункту | —                            |
| 31.03.2024 | Бєлгородська область                    | Дунайка                                 | обстріл            | заявлено про обстріл населеного пункту і руйнування                                                                                                   | 1 загибла, поранені          |
| 02.04.2024 | Бєлгородська область                    | Бєлгородська область                    | обстріл            | відомо про загиблого російського військовослужбовця                                                                                                   | 1 загиблий                   |
| 05.04.2024 | Молдова, Рибницький р-н (окупований РФ) | Молдова, Рибницький р-н (окупований РФ) | БпЛА               | дрон-камікадзе атакував військову частину у так званій «ПМР»                                                                                          | —                            |
| 07.04.2024 | Бєлгородська область                    | Вознесенівка                            | БпЛА               | український дрон завдав удару російській РСЗВ | БМ-27 «Ураган»               |
| 08.04.2024 | Бєлгородська область                    | Валуйський р-н                          | БпЛА               | відомо про атаку вантажівки безпілотником | вантажівка                   |
| 09.04.2024 | Брянська область                        | АПП «Троєбортное»                       | обстріл            | відомо про загиблого та поранених російських військових                                                                                               | 1 загиблий, 3 поранено       |
| 10.04.2024 | Бєлгородська область                    | Бєлгородська область                    | обстріл            | відомо про загибель російського військового | 1 загиблий                   |
| 10.04.2024 | Курська область                         | Тьоткіно                                | БпЛА               | відомо про атаку службового авто безпілотником | —                            |
| 13.04.2024 | Бєлгородська область                    | Бєлгородський р-н                       | БпЛА               | відомо про атаку БпЛА на інженерну техніку та вантажівку                                                                                              | 1 поранений                  |
| 16.04.2024 | Бєлгородська область                    | Новостроївка-Перша                      | БпЛА               | знищення російського обладнання для спостереження | —                            |
| 20.04.2024 | Бєлгородська область                    | Пороз                                   | обстріл            | заявлено про обстріл населеного пункту і руйнування                                                                                                   | 2 загиблих                   |
| 20.04.2024 | Бєлгородська область                    | Істобне                                 | обстріл            | заявлено про обстріл населеного пункту і руйнування                                                                                                   | —                            |
| 02.05.2024 | Бєлгородська область                    | Друга Наумівка                          | міна               | відомо про загибель від протипіхотної міни | 1 загиблий                   |
| 03.05.2024 | Бєлгородська область                    | Шебекіно                                | БпЛА               | у місті Шебекіно дроном-камікадзе було атаковано територію автомобільної газозаправної станції                                                        | —                            |
| 03.05.2024 | Бєлгородська область                    | Вознесенівка                            | БпЛА               | заявлено про атаку безпілотником автобуса | 1 поранений                  |
| 15.05.2024 | Бєлгородська область                    | Дубове                                  | обстріл            | владою було заявлено про обстріл міста і руйнування                                                                                                   | 2 поранено                   |
| 17.05.2024 | Бєлгородська область                    | Октябрьський                            | БпЛА               | заявлено що дрон-камікадзе атакував автомобіль | 1 загиблий, поранені         |
| 17.05.2024 | Бєлгородська область                    | Шебекіно                                | авіабомбовий удар  | відомо про влучання російських авіабомб по території Шебекіно 17 травня                                                                               | —                            |
| 17.05.2024 | Бєлгородська область                    | Безсонівка                              | БпЛА               | безпілотник атакував автозаправну станцію, внаслідок вибуху сталося займання одного з резервуарів                                                     | —                            |
| 21.05.2024 | Бєлгородська область                    | Октябрьський                            | БпЛА               | заявлено що дрон-камікадзе атакував автомобіль | 1 загибла                    |
| 21.05.2024 | Бєлгородська область                    | Вознесенівка                            | БпЛА               | влучання у складські приміщення та ангари з технікою, сталося загоряння ємності з паливом                                                             | —                            |
| 21.05.2024 | Курська область                         | Курська область                         | БпЛА               | безпілотник атакував ЗРК «Бук» | 9К37 «Бук»                   |
| 28.05.2024 | Бєлгородська область                    | Шебекіно                                | авіабомбовий удар  | відомо про влучання щонайменше трьох російських авіабомб по території міста Шебекіно 28 травня                                                        | —                            |
| 31.05.2024 | Бєлгородська область                    | Красний Хутір                           | БпЛА               | відомо про атаки на російських військових та обстріли населених пунктів                                                                               | поранені                     |
| 31.05.2024 | Бєлгородська область                    | Красноє                                 | БпЛА               | відомо про атаки на російських військових та обстріли населених пунктів                                                                               | поранені                     |
| 31.05.2024 | Бєлгородська область                    | Щетинівка                               | обстріл            | відомо про атаки на російських військових та обстріли населених пунктів                                                                               | —                            |
| 03.06.2024 | Бєлгородська область                    | Бєлгородська область                    | БпЛА               | задокументоване знищення двох 2А65 «Мста-Б» у російському прикордонні                                                                                 | 2х 2А65 «Мста-Б»             |
| 03.06.2024 | Бєлгородська область                    | Пєрвомайскій                            | БпЛА               | заявлено про атаку безпілотників на два транспортні засоби                                                                                            | поранені                     |
| 04.06.2024 | Бєлгородська область                    | Октябрьський                            | БпЛА/ракетний удар | відомо про пожежу на електричній підстанції внаслідок атаки                                                                                           | —                            |
| 06.06.2024 | Бєлгородська область                    | Бєлгородська область                    | БпЛА               | українськими безпілотниками були уражені російські дві САУ у прикордонні                                                                              | 2х САУ                       |
| 07.06.2024 | Курська область                         | Курська область                         | БпЛА               | відомо про атаку БпЛА на електричну підстанцію у Курській області                                                                                     | —                            |
| 10.06.2024 | Бєлгородська область                    | Бєлгородська область                    | БпЛА               | оборонці Харківщині знищили російську самохідну артилерійську установку 2С1 «Гвоздика»                                                                | 2С1 «Гвоздика»               |
| 10.06.2024 | Бєлгородська область                    | Шебекіно                                | міни               | відомо про ймовірне помилкове мінування російськими військовими району міста Шебекіно                                                                 | поранені                     |
| 14.06.2024 | Бєлгородська область                    | Шебекіно                                | БпЛА/ракетний удар | внаслідок атаки, у місті Шебекіно вибухнули боєприпаси до важкої вогнеметної системи ТОС-1А                                                           | 3 загиблих, поранені         |
| 14.06.2024 | Бєлгородська область                    | Шебекіно                                | авіабомбовий удар  | ймовірне помилкове влучання російської авіабомби в житловий будинок                                                                                   | загиблі і поранені           |
| 19.06.2024 | Бєлгородська область                    | —                                       | обстріл            | відомо про загиблого російського військового | 1 загиблий                   |
| 22.06.2024 | Бєлгородська область                    | —                                       | обстріл            | відомо про загиблих російських військових | 2 загиблих                   |
| 23.06.2024 | Бєлгородська область                    | Нехотіївка                              | авіабомбовий удар  | українська авіація уразила пункт управління мотострілецького полку                                                                                    | загиблі і поранені           |
| 27.06.2024 | Бєлгородська область                    | Богун-Городок                           | БпЛА               | заявлено про атаку спецтехніки безпілотниками | 1 поранений                  |
| 29.06.2024 | Бєлгородська область                    | Шебекіно                                | БпЛА               | відомо про атаку безпілотниками підстанції Бєлгородського заводу «Монокристал»                                                                        | —                            |
| 29.06.2024 | Бєлгородська область                    | Бєлгородська область                    | БпЛА               | відомо про знищених російських військових та їхню техніку в ході атак безпілотниками Бєлгородської області                                            | загиблі і поранені           |
| 01.07.2024 | Бєлгородська область                    | Бєлгородська область                    | БпЛА               | відомо про знищених російських військових та їхню техніку в ході атак безпілотниками Бєлгородської області                                            | загиблі і поранені           |
| 01.07.2024 | Бєлгородська область                    | Нова Таволжанка                         | артобстріл         | заявлено про обстріл населеного пункту і загибель цивільного                                                                                          | 1 загиблий                   |
| 03.07.2024 | Бєлгородська область                    | Шебекіно                                | БпЛА               | зафіковано атаки на військову силу росіян у населеному пункті                                                                                         | —                            |
| 08.07.2024 | Бєлгородська область                    | Грайворонський р-н                      | артобстріл, БпЛА   | відомо про загиблих російських військових у прикордонні впродовж 8-9 липня                                                                            | 1 загиблий, 1 поранений      |
| 09.07.2024 | Бєлгородська область                    | Шебекіно                                | артобстріл, БпЛА   | відомо про загиблих російських військових у прикордонні впродовж 8-9 липня                                                                            | 2 загиблих, 3 поранено       |
| 12.07.2024 | Бєлгородська область                    | Бєлгородська область                    | БпЛА               | зафіксовано знищення бронетехніки росіян у прикордонні Бєлгородської області                                                                          | —                            |
| 12.07.2024 | Бєлгородська область                    | Муром                                   | артобстріл         | відомо про загиблого російського військогово | 1 загиблий                   |
| 13.07.2024 | Курська область                         | Мала Локня                              | БпЛА               | було нанесено ураження по підстанціям «Малая Локня» 110кВ та «Дарино» 35кВ                                                                            | —                            |
| 13.07.2024 | Курська область                         | Дар'їно                                 | БпЛА               | було нанесено ураження по підстанціям «Малая Локня» 110кВ та «Дарино» 35кВ                                                                            | —                            |
| 14.07.2024 | Бєлгородська область                    | Бєлгородська область                    | БпЛА               | зафіксовано знищення бронетехніки росіян у прикордонні Бєлгородської області                                                                          | —                            |
| 14.07.2024 | Курська область                         | Суджа                                   | БпЛА               | було атаковано телевізійну башту та електропідстанцію у населеному пункті                                                                             | —                            |
| 15.07.2024 | Бєлгородська область                    | Щетинівка                               | БпЛА               | зафіксовано знищення бронетехніки росіян у прикордонні Бєлгородської області                                                                          | —                            |
| 15.07.2024 | Брянська область                        | Воронок                                 | БпЛА               | зафіксовано знищення електропідстанції | —                            |
| 18.07.2024 | Бєлгородська область                    | Бєлгородська область                    | БпЛА               | відомо про ураження російської САУ 2С43 «Мальва» | —                            |
| 18.07.2024 | Бєлгородська область                    | Березівка                               | БпЛА               | заявлено про обстріл населеного пункту і руйнування                                                                                                   | —                            |
| 19.07.2024 | Бєлгородська область                    | Шебекіно                                | артобстріл, БпЛА   | заявлено про обстріл населеного пункту і руйнування                                                                                                   | поранені                     |
| 22.07.2024 | Курська область                         | Глушкове                                | БпЛА               | заявлено про обстріл населеного пункту і руйнування енергетичної інфраструктури                                                                       | —                            |
| 26.07.2024 | Курська область                         | Білиця                                  | БпЛА               | заявлено про обстріл населеного пункту і руйнування                                                                                                   | —                            |
| 05.08.2024 | Бєлгородська область                    | Муром                                   | БпЛА               | зафіксовано знищення російського танка українським безпілотником                                                                                      | —                            |
| 05.08.2024 | Бєлгородська область                    | Муром                                   | обстріл            | відомо про загиблого російського військового у бою | щонайменше 1 загиблий        |
| 06.08.2024 | Курська область                         | Суджанський р-н                         | наступальні дії    | 6 серпня розпочався наступ українських сил на територію Курської області                                                                              | загиблі і поранені           |

Починаючи з 6 серпня 2024 року розпочався український наступ на територію Російської Федерації у Курській та частково Бєлгородській областях.
| 10.08.2024 | Бєлгородська область | Пороз                | наступальні дії | відомо про захоплення населеного пункту українськими силами                                                        | загиблі і поранені    |
| 10.08.2024 | Бєлгородська область | Бєлгородська область | наступальні дії | внаслідок українського наступу російська влада оголосила режим КТО у Брянській, Курській та Бєлгородській областях | —                     |
| 10.08.2024 | Брянська область     | Брянська область     | наступальні дії | внаслідок українського наступу російська влада оголосила режим КТО у Брянській, Курській та Бєлгородській областях | —                     |
| 16.08.2024 | Брянська область     | Кістер               | БпЛА            | зафіксовано удар безпілотником по засобах звʼязку                                                                  | —                     |
| ??.08.2024 | Бєлгородська область | Бєлгородська область | обстріл         | відомо про загиблих російських військових                                                                          | 2+ загиблих           |
| 04.09.2024 | Бєлгородська область | Нова Таволжанка      | обстріл         | російською владою заявлено про щонайменше трьох загиблих росіян                                                    | 3+ загиблих           |
| 06.09.2024 | Бєлгородська область | Бєлгородська область | БпЛА            | опубліковано кадри атаки безпілотником електропідстанції                                                           | —                     |
| 06.09.2024 | Бєлгородська область | Черемошне            | БпЛА            | відомо про атаку безпілотником автомобіля з російськими військовими                                                | 3 поранено            |
| 29.10.2024 | Брянська область     | Брянська область     | рейд            | відомо про загиблого російського військового у бою                                                                 | щонайменше 1 загиблий |
| 18.11.2024 | Курська область      | Гир'ї                | обстріл         | зафіксовано атаку на будинки у населеному пункті                                                                   | —                     |
| 26.11.2024 | Курська обл.         | Тьоткіно             | авіаудар        | бомбовий удар по особовому складу російської ФСБ                                                                   | —                     |
| 12.12.2024 | Брянська область     | Раківка              | БпЛА            | заявлено про атаку безпілотниками житлових будинків                                                                | —                     |

## Атаки вглиб прикордонних регіонів
| дата       | регіон               | місце                 | тип атаки                    | влучання | жертви                   |
| ---------- | -------------------- | --------------------- | ---------------------------- | --- | ------------------------ |
| 02.01.2024 | Бєлгородська область | Бєлгород              | обстріл                      | заявлено про обстріл населеного пункту | 1 загиблий, 5 поранено   |
| 03.01.2024 | Бєлгородська область | Бєлгород              | обстріл                      | заявлено про обстріл населеного пункту | —                        |
| 03.01.2024 | Курська область      | Желєзногорський р-н   | обстріл                      | заявлено про атаку на електропідстанцію та зникнення електрики                                                                                    | —                        |
| 04.01.2024 | Бєлгородська область | Бєлгород              | обстріл, БпЛА                | заявлено про обстріл населеного пункту | 2 поранено               |
| 04.01.2024 | Краснодарський край  | Новоросійськ          | БпЛА                         | відомо про атаку БпЛА та вибухи | —                        |
| 06.01.2024 | Бєлгородська область | Бєлгородська область  | БпЛА                         | 6 січня було оприлюднене відео атаки БпЛА на два ЗРГК «Панцирь-С1»                                                                                | 2х ЗРГК «Панцирь-С1»     |
| 08.01.2024 | Бєлгородська область | Бєлгород              | РСЗВ                         | заявлено про обстріл населеного пункту | —                        |
| 08.01.2024 | Бєлгородська область | Бєлгородська область  | ракетний удар                | було заявлено про «збиття» ракети з комплексу С-200 над територією області                                                                        | —                        |
| 09.01.2024 | Курська область      | Курчатовський район   | БпЛА                         | відомо про пошкодження будинків від БпЛА, російською владою заявлено про атаку на АЕС                                                             | 1 загибла                |
| 11.01.2024 | Воронезька область   | Борисоглєбськ         | БпЛА                         | відомо про атаку на адміністративну будівлю та авіазавод                                                                                          | —                        |
| 11.01.2024 | Ростовська область   | Ростовська область    | БпЛА                         | заявлено про атаку БпЛА | —                        |
| 14.01.2024 | Курська область      | Курськ                | БпЛА                         | відомо про атаку БпЛА та вибухи | —                        |
| 15.01.2024 | Воронезька область   | Воронеж               | БпЛА                         | відомо про атаку БпЛА та вибухи | —                        |
| 17.01.2024 | Бєлгородська область | Бєлгородський р-н     | БпЛА, РСЗВ                   | російською владою заявлено про пошкодження житлових і господарчих будівель, перебої з постачанням електрики                                       | —                        |
| 18.01.2024 | Брянська область     | Клинці                | БпЛА                         | відомо про атаку БпЛА та пожежу на території нафтобази                                                                                            | —                        |
| 25.01.2024 | Краснодарський край  | Туапсе                | БпЛА                         | відомо про атаку БпЛА та масштабну пожежу на території нафтобази                                                                                  | —                        |
| 29.01.2024 | Ростовська область   | Неклинівський р-н     | БпЛА                         | відомо про атаку БпЛА | —                        |
| 30.01.2024 | Бєлгородська область | Бєлгородська область  | БпЛА                         | заявлено про атаку БпЛА | —                        |
| 30.01.2024 | Брянська область     | Брянська область      | БпЛА                         | заявлено про атаку БпЛА | —                        |
| 02.02.2024 | Брянська область     | Брянська область      | БпЛА                         | відомо про атаку БпЛА | —                        |
| 07.02.2024 | Бєлгородська область | Бєлгород              | обстріл                      | відомо про обстріл населеного пункту та пожежу на промисловому об'єкті, влучанняу котельню заводу ЖБК-1 та в цех металовиробів                    | поранені                 |
| 08.02.2024 | Бєлгородська область | Бєлгород              | БпЛА, РСЗВ                   | заявлено про обстріл населеного пункту | —                        |
| 13.02.2024 | Бєлгородська область | Бєлгородська область  | БпЛА                         | відомо про атаку БпЛА | —                        |
| 13.02.2024 | Брянська область     | Брянська область      | БпЛА                         | відомо про атаку БпЛА | —                        |
| 15.02.2024 | Бєлгородська область | Бєлгород              | обстріл, РСЗВ                | відомо про обстріл населеного пункту | 7 загиблих, 19 поранено  |
| 15.02.2024 | Курська область      | Польова               | БпЛА                         | відомо про атаку БпЛА по нафтобазі та ураження одразу трьох резервуарів місткістю 100 тонн                                                        | —                        |
| 16.02.2024 | Ростовська область   | Новошахтинськ         | БпЛА                         | відомо про атаку БпЛА | —                        |
| 17.02.2024 | Бєлгородська область | Бєлгородська область  | БпЛА                         | заявлено про атаки БпЛА | —                        |
| 17.02.2024 | Брянська область     | Брянська область      | БпЛА                         | заявлено про атаки БпЛА | —                        |
| 17.02.2024 | Воронезька область   | Воронезька область    | БпЛА                         | заявлено про атаки БпЛА | —                        |
| 17.02.2024 | Курська область      | Курська область       | БпЛА                         | заявлено про атаки БпЛА | —                        |
| 17.02.2024 | Курська область      | Польова               | БпЛА                         | відомо про повторну атаку нафтобази | —                        |
| 19.02.2024 | Брянська область     | Брянський р-н         | БпЛА                         | відомо про атаку БпЛА | —                        |
| 22.02.2024 | Ростовська область   | Ростовська область    | ракетний удар                | було заявлено про «збиття» ракети з комплексу С-200 над територією області                                                                        | —                        |
| 26.02.2024 | Брянська область     | Вигоницький р-н       | БпЛА                         | відомо про атаку БпЛА | —                        |
| 27.02.2024 | Бєлгородська область | Бєлгородська область  | БпЛА                         | заявлено про атаки БпЛА | —                        |
| 27.02.2024 | Брянська область     | Брянська область      | БпЛА                         | заявлено про атаки БпЛА над Стародубщиною | —                        |
| 27.02.2024 | Бєлгородська область | Бєлгородська область  | БпЛА                         | заявлено про повторні атаки БпЛА | —                        |
| 28.02.2024 | Бєлгородська область | Бєлгородська область  | БпЛА                         | відомо про атаку БпЛА | —                        |
| 29.02.2024 | Бєлгородська область | Бєлгородська область  | БпЛА                         | відомо про атаку БпЛА | —                        |
| 29.02.2024 | Бєлгородська область | Головчино             | БпЛА                         | безпілотники уразили російський зенітний ракетно-гарматний комплекс «Панцирь-С1» у Бєлгородській області                                          | —                        |
| 01.03.2024 | Бєлгородська область | Бєлгородська область  | БпЛА                         | відомо про атаку БпЛА | —                        |
| 02.03.2024 | Бєлгородська область | Бєлгородська область  | БпЛА                         | відомо про атаку БпЛА | —                        |
| 05.03.2024 | Бєлгородська область | Бєлгородська область  | БпЛА                         | відомо про атаку БпЛА | —                        |
| 05.03.2024 | Бєлгородська область | Губкін                | БпЛА                         | відомо про влучання у нафтобазу АО «Бєлґороднєфтєпродукт» і масштабну пожежу                                                                      | —                        |
| 05.03.2024 | Курська область      | Глушково              | обстріл                      | заявлено про обстріл залізничної станції Глушково та пошкодження залізничної інфраструктури                                                       | —                        |
| 06.03.2024 | Курська область      | Желєзногорськ         | БпЛА                         | відомо про влучання та масштабну пожежу резервуарів з пальним на території гірничо-збагачувального комбінату імені О.В. Варичева                  | —                        |
| 06.03.2024 | Курська область      | Желєзногорськ         | БпЛА                         | відомо про повторне влучання на території «Управління вантажних автоперевезень»                                                                   | —                        |
| 07.03.2024 | Курська область      | Курська область       | БпЛА                         | відомо про атаки БпЛА | —                        |
| 07.03.2024 | Брянська область     | Брянська область      | БпЛА                         | відомо про атаки БпЛА | —                        |
| 09.03.2024 | Ростовська область   | Таганрог              | БпЛА                         | відомо про влучання БпЛА у приміщення таганрозького авіаційного заводу                                                                            | —                        |
| 09.03.2024 | Курська область      | Курськ                | БпЛА                         | відомо про атаку БпЛА і руйнування будівлі медзакладу внаслідок роботи ППО                                                                        | —                        |
| 12.03.2024 | Бєлгородська область | Бєлгородська область  | БпЛА                         | відомо про атаки БпЛА, унаслідок вибухів пошкоджено лінії електропередачі, без світла залишилися сім населених пунктів                            | —                        |
| 12.03.2024 | Бєлгородська область | Бєлгород              | БпЛА                         | дрон атакував будівлю адміністрації Бєлгорода | —                        |
| 12.03.2024 | Брянська область     | Брянська область      | БпЛА                         | відомо про атаки БпЛА | —                        |
| 12.03.2024 | Воронезька область   | Воронезька область    | БпЛА                         | відомо про атаки БпЛА | —                        |
| 12.03.2024 | Курська область      | Курська область       | БпЛА                         | відомо про атаки БпЛА | —                        |
| 13.03.2024 | Бєлгородська область | Бєлгород              | БпЛА                         | безпілотник атакував будівлю регіонального управління ФСБ                                                                                         | —                        |
| 13.03.2024 | Воронезька область   | Воронеж               | БпЛА                         | відомо про атаку на військовий аеродром у Воронежі                                                                                                | —                        |
| 13.03.2024 | Воронезька область   | Бутурлинівка          | БпЛА                         | відомо про атаку на авіабазу Військово-повітряних сил РФ у Бутурлінівці                                                                           | —                        |
| 13.03.2024 | Ростовська область   | Волгодонськ           | БпЛА                         | відомо про атаку невстановлених дронів на місто Волгодонськ, біля якого розташована Ростовська АЕС                                                | —                        |
| 13.03.2024 | Ростовська область   | Новошахтинськ         | БпЛА                         | безпілотники атакували територію Новошахтинського заводу нафтопродуктів, його робота була призупинена                                             | —                        |
| 14.03.2024 | Бєлгородська область | Бєлгород              | БпЛА, обстріл                | місцевою владою було заявлено про обстріл міста                                                                                                   | 2+ загиблих, 6+ поранено |
| 14.03.2024 | Бєлгородська область | Бєлгородська область  | БпЛА                         | відомо про атаки БпЛА | —                        |
| 14.03.2024 | Курська область      | Курська область       | БпЛА                         | відомо про атаки БпЛА | —                        |
| 15.03.2024 | Воронезька область   | Бутурлинівка          | БпЛА                         | відомо про повторну атаку авіабази у Бутурлінівці                                                                                                 | —                        |
| 16.03.2024 | Бєлгородська область | Бєлгород              | БпЛА, РСЗВ, обстріл          | відомо про обстріл міста | 2 загиблих, поранені     |
| 16.03.2024 | Курська область      | Курськ                | БпЛА, РСЗВ, обстріл          | відомо про обстріл міста | поранені                 |
| 17.03.2024 | Бєлгородська область | Бєлгород              | БпЛА, РСЗВ, обстріл          | заявлено про обстріл міста і жертви | 2 загиблих, поранені     |
| 17.03.2024 | Краснодарський край  | Слов'янськ-на-Кубані  | БпЛА                         | відомо про атаки БпЛА на території нафтопереробного заводу, почалася пожежа                                                                       | поранені                 |
| 17.03.2024 | Бєлгородська область | Бєлгородська область  | БпЛА                         | відомо про атаки БпЛА | —                        |
| 17.03.2024 | Курська область      | Курська область       | БпЛА                         | відомо про атаки БпЛА | —                        |
| 17.03.2024 | Ростовська область   | Ростовська область    | БпЛА                         | відомо про атаки БпЛА | —                        |
| 17.03.2024 | Краснодарський край  | Краснодарський край   | БпЛА                         | відомо про атаки БпЛА | —                        |
| 18.03.2024 | Бєлгородська область | Бєлгород              | БпЛА, РСЗВ, обстріл          | заявлено про обстріл міста і жертви, відомо про влучання у завод «Енергомаш»                                                                      | поранені                 |
| 19.03.2024 | Бєлгородська область | Бєлгород              | БпЛА, РСЗВ, обстріл          | заявлено про обстріл міста і жертви | поранені                 |
| 19.03.2024 | Курська область      | Курськ                | БпЛА                         | увечері, після атаки на місто зафіксували проблеми з електропостачанням                                                                           | —                        |
| 19.03.2024 | Курська область      | Курська АЕС           | БпЛА                         | російською владою було заявлено про атаку безпілотників на Курську АЕС                                                                            | —                        |
| 19.03.2024 | Курська область      | Курська область       | ракетний удар                | було заявлено про «збиття» ракети з комплексу С-200 над територією області                                                                        | —                        |
| 20.03.2024 | Бєлгородська область | Бєлгородська область  | БпЛА                         | відомо про атаки БпЛА | —                        |
| 20.03.2024 | Бєлгородська область | Бєлгород              | БпЛА, РСЗВ, обстріл          | владою було заявлено про обстріл міста і руйнування                                                                                               | 1 загиблий, поранені     |
| 21.03.2024 | Бєлгородська область | Бєлгород              | БпЛА, РСЗВ, обстріл          | владою було заявлено про обстріл міста і руйнування                                                                                               | поранені                 |
| 22.03.2024 | Бєлгородська область | Бєлгород              | БпЛА, РСЗВ, обстріл          | владою було заявлено про обстріл міста і руйнування                                                                                               | 1 загибла, поранені      |
| 23.03.2024 | Бєлгородська область | Бєлгород              | БпЛА, РСЗВ, обстріл          | владою було заявлено про обстріл міста і руйнування                                                                                               | поранені                 |
| 24.03.2024 | Бєлгородська область | Бєлгород              | БпЛА, РСЗВ, обстріл          | владою було заявлено про обстріл міста і руйнування                                                                                               | 6 поранено               |
| 25.03.2024 | Бєлгородська область | Бєлгород              | БпЛА, РСЗВ, обстріл          | владою було заявлено про обстріл міста і руйнування                                                                                               | поранені                 |
| 25.03.2024 | Ростовська область   | Новочеркаськ          | БпЛА                         | безпілотники атакували Новочеркаську ДРЕС, зупинилися два енергоблоки                                                                             | —                        |
| 25.03.2024 | Ростовська область   | Ростовська область    | БпЛА                         | відомо про атаки БпЛА | —                        |
| 25.03.2024 | Ростовська область   | Ростовська область    | ракетний удар                | було заявлено про «збиття» ракети з комплексу С-200 над територією області                                                                        | —                        |
| 26.03.2024 | Бєлгородська область | Бєлгород              | БпЛА, РСЗВ, обстріл          | владою було заявлено про обстріл міста і руйнування                                                                                               | поранені                 |
| 27.03.2024 | Бєлгородська область | Бєлгород              | БпЛА, РСЗВ, обстріл          | владою було заявлено про обстріл міста і руйнування                                                                                               | поранені                 |
| 28.03.2024 | Бєлгородська область | Бєлгород              | БпЛА, РСЗВ, обстріл          | владою було заявлено про обстріл міста і руйнування                                                                                               | поранені                 |
| 29.03.2024 | Бєлгородська область | Бєлгород              | БпЛА, РСЗВ, обстріл          | владою було заявлено про обстріл міста і руйнування                                                                                               | —                        |
| 30.03.2024 | Бєлгородська область | Бєлгород              | БпЛА, обстріл                | владою було заявлено про обстріл міста | —                        |
| 31.03.2024 | Бєлгородська область | Бєлгород              | БпЛА                         | владою було заявлено про обстріл міста | поранені                 |
| 01.04.2024 | Бєлгородська область | Бєлгородська область  | БпЛА                         | відомо про атаку БпЛА | —                        |
| 01.04.2024 | Бєлгородська область | Бєлгород              | БпЛА, РСЗВ, обстріл          | владою було заявлено про обстріл міста і руйнування                                                                                               | поранені                 |
| 02.04.2024 | Курська область      | Курськ                | БпЛА                         | владою було заявлено про обстріл міста, відомо про пожежі і руйнування                                                                            | —                        |
| 02.04.2024 | Бєлгородська область | Бєлгород              | БпЛА, РСЗВ, обстріл          | владою було заявлено про обстріл міста і руйнування                                                                                               | поранені                 |
| 03.04.2024 | Бєлгородська область | Бєлгородська область  | БпЛА                         | відомо про атаку на один з найбільших агрокомплексів РФ — «Агро-Белогорье»                                                                        | 2 поранено               |
| 04.04.2024 | Курська область      | Курськ                | БпЛА                         | владою було заявлено про атаку на місто і руйнування                                                                                              | поранені                 |
| 05.04.2024 | Ростовська область   | Морозовськ            | БпЛА                         | відомо про атаку БпЛА і руйнування | 3 поранено               |
| 05.04.2024 | Ростовська область   | Ростовська область    | БпЛА                         | відомо про атаку БпЛА | —                        |
| 05.04.2024 | Курська область      | Курська область       | БпЛА                         | відомо про атаку БпЛА | —                        |
| 05.04.2024 | Краснодарський край  | Краснодарський край   | БпЛА                         | відомо про атаку БпЛА | —                        |
| 05.04.2024 | Краснодарський край  | Єйськ                 | БпЛА                         | відомо про атаку БпЛА і руйнування, згодом було оприлюднено супутниковий знімок з наслідками ураження одного з літаків                            | Бе-200                   |
| 05.04.2024 | Бєлгородська область | Бєлгородська область  | БпЛА                         | відомо про атаку БпЛА | —                        |
| 06.04.2024 | Ростовська область   | Азов                  | диверсія                     | був підірваний трубопровід, яким здійснювалось перекачування нафтопродуктів з місцевої нафтобази до танкерів в Азовському морському порту         | —                        |
| 09.04.2024 | Воронезька область   | Борисоглєбськ         | БпЛА                         | владою заявлено про атаку безпілотників на навчальний авіаційний центр підготовки військових льотчиків                                            | —                        |
| 18.04.2024 | Воронезька область   | Воронеж               | БпЛА                         | відомо про атаку на промисловий об'єкт, склад з паливно-мастильними матеріалами                                                                   | —                        |
| 18.04.2024 | Ростовська область   | Каменськ-Шахтинський  | БпЛА                         | три безпілотники атакували Кам’янський хімічний завод на якому виробляли тверде паливо для зенітних ракет, загорівся щонайменше 1 цех             | —                        |
| 20.04.2024 | Брянська область     | Вигоничі              | БпЛА                         | відомо про пожежу на об'єкті енергетичної інфраструктури внаслідок атаки БпЛА                                                                     | —                        |
| 20.04.2024 | Бєлгородська область | Бєлгородська область  | БпЛА                         | відомо про атаку БпЛА | —                        |
| 20.04.2024 | Бєлгородська область | Старий Оскол          | БпЛА/обстріл                 | відом про атаку населеного пункту | —                        |
| 20.04.2024 | Курська область      | Курська область       | БпЛА                         | відомо про атаку БпЛА | —                        |
| 27.04.2024 | Бєлгородська область | Красная Поляна        | БпЛА                         | група ГУР МО України «Гуси-9» спільно з військовослужбовцями 15 ОБрАР «Чорний ліс» виявили та вдарили по російській РЛС                           | 48Я6-К1 «Подльот-К1»     |
| 27.04.2024 | Краснодарський край  | Кущевська             | БпЛА                         | внаслідок атаки безпілотників на російський військовий аеродром, були уражені склади бомб, також зафіксовані сліди ймовірного ураження літаків    | поранені                 |
| 27.04.2024 | Краснодарський край  | Ільський НПЗ          | БпЛА                         | відомо про атаку дронами СБУ по ректифікаційним та атмосферним колонам Ільського та Слов’янського НПЗ                                             | —                        |
| 27.04.2024 | Краснодарський край  | Слов'янськ-на-Кубані  | БпЛА                         | відомо про атаку дронами СБУ по ректифікаційним та атмосферним колонам Ільського та Слов’янського НПЗ                                             | —                        |
| 28.04.2024 | Брянська область     | Брянськ               | БпЛА                         | відомо про атаку БпЛА та вибухи, наслідки не встановлені                                                                                          |                          |
| 01.05.2024 | Воронезька область   | Воронезька область    | БпЛА                         | відомо про атаку БпЛА, українськими військовими заявлено про ураження об'єкту нафтопереробної інфраструктури                                      | —                        |
| 02.05.2024 | Краснодарський край  | Афіпський НПЗ         | БпЛА                         | відомо про атаку БпЛА, наслідки не встановлені | —                        |
| 02.05.2024 | Курська область      | Курська область       | БпЛА                         | відомо про влучання БпЛА у об'єкт енергетичної інфраструктури                                                                                     | —                        |
| 02.05.2024 | Курська область      | Курська область       | БпЛА                         | підрозділом ССО було знищено 9К37М1 «Бук-М1» на території Курської області                                                                        | 9К37М1 «Бук-М1»          |
| 09.05.2024 | Бєлгородська область | Бєлгород              | БпЛА, РСЗВ, обстріл          | владою було заявлено про обстріл міста, відомо про пожежі і руйнування                                                                            | 8 поранено               |
| 09.05.2024 | Краснодарський край  | Юрівка                | БпЛА                         | відомо про атаку на нафтобазу, сталася масштабна пожежа                                                                                           | —                        |
| 10.05.2024 | Бєлгородська область | Бєлгород              | БпЛА, РСЗВ, обстріл          | владою було заявлено про обстріл міста і руйнування                                                                                               | поранені                 |
| 10.05.2024 | Бєлгородська область | Бєлгород              | ракетний удар                | відомо про помилковий ракетний удар ППО ЗС РФ по місту                                                                                            | —                        |
| 11.05.2024 | Брянська область     | Брянська область      | БпЛА                         | відомо про атаки БпЛА | —                        |
| 11.05.2024 | Бєлгородська область | Бєлгород              | БпЛА, РСЗВ, обстріл          | владою було заявлено про обстріл міста, відомо про пожежі і руйнування                                                                            | 2 загиблих, 11 поранено  |
| 12.05.2024 | Бєлгородська область | Бєлгород              | С-300                        | відомо про влучання у житловий багатоповерховий будинок, на руїнах якого знайшли уламки зенітної ракети 5В55/48Н6ДМ комплексу С-300/C-400         | 15 загиблих, 17 поранено |
| 12.05.2024 | Бєлгородська область | Бєлгород              | БпЛА, РСЗВ, обстріл          | владою було заявлено про обстріл міста, відомо про пожежі і руйнування                                                                            | 4 загиблих, поранені     |
| 13.05.2024 | Бєлгородська область | Бєлгород              | БпЛА, РСЗВ, обстріл          | владою було заявлено про обстріл міста, відомо про пожежі і руйнування                                                                            | —                        |
| 14.05.2024 | Бєлгородська область | Бєлгород              | БпЛА, РСЗВ, обстріл          | владою було заявлено про обстріл міста і руйнування                                                                                               | —                        |
| 15.05.2024 | Бєлгородська область | Бєлгород              | БпЛА, РСЗВ, обстріл          | владою було заявлено про обстріл міста і руйнування                                                                                               | 2 поранено               |
| 15.05.2024 | Бєлгородська область | Лазурне               | авіабомбовий удар            | відомо про влучання російських авіабомб по території населених пунктів Бєлгородської області 15 травня                                            | —                        |
| 15.05.2024 | Бєлгородська область | Крутий Лог            | авіабомбовий удар            | відомо про влучання російських авіабомб по території населених пунктів Бєлгородської області 15 травня                                            | —                        |
| 15.05.2024 | Бєлгородська область | Заріччя-Друге         | авіабомбовий удар            | відомо про влучання російських авіабомб по території населених пунктів Бєлгородської області 15 травня                                            | —                        |
| 15.05.2024 | Ростовська область   | Ростовська область    | БпЛА                         | в ніч на 15 травня безпілотники Головного управління розвідки Міноборони України атакували паливну базу                                           | —                        |
| 16.05.2024 | Брянська область     | Брянська область      | БпЛА                         | відомо про атаки БпЛА | —                        |
| 16.05.2024 | Бєлгородська область | Бєлгородська область  | БпЛА                         | відомо про атаки БпЛА | —                        |
| 16.05.2024 | Бєлгородська область | Бєлгород              | БпЛА, РСЗВ, обстріл          | владою було заявлено про обстріл міста і руйнування                                                                                               | поранені                 |
| 17.05.2024 | Краснодарський край  | Новоросійськ          | БпЛА                         | відомо про атаку безпілотників на портову на нафтову інфраструктру                                                                                | —                        |
| 17.05.2024 | Краснодарський край  | Туапсе                | БпЛА                         | ударні дрони атакували нафтопереробне підприємство, що належить компанії «Роснефть»                                                               | —                        |
| 19.05.2024 | Краснодарський край  | Кущевська             | БпЛА                         | внаслідок атаки ЗСУ на військовий аеродром «Кущовська» в Краснодарському краї росії вночі 19 травня було пошкоджено 2 літаки і знищено 1 Су-27    | —                        |
| 19.05.2024 | Краснодарський край  | Слов'янськ-на-Кубані  | БпЛА                         | на Слов’янському нафтопереробному заводі внаслідок атаки безпілотників було пошкоджено щонайменше одну установку                                  | —                        |
| 19.05.2024 | Краснодарський край  | Краснодар             | БпЛА                         | відомо про пожежу і руйнування внаслідок атаки безпілотників                                                                                      | —                        |
| 22.05.2024 | Бєлгородська область | Бєлгородська область  | БпЛА                         | заявлено про атаку безпілотника на електричний поїзд                                                                                              | —                        |
| 23.05.2024 | Краснодарський край  | Армавір               | БпЛА                         | відомо про атаку українських безпілотників на РЛС «Воронеж-М»                                                                                     | —                        |
| 25.05.2024 | Бєлгородська область | Бєлгород              | БпЛА, РСЗВ, обстріл          | відомо про масштабний обстріл міста у відповідь на обстріл Харкова перед тим                                                                      | 4 загиблих, 18 поранено  |
| 25.05.2024 | Адигея               | Тахтамукайський р-н   | БпЛА                         | відомо про атаку БпЛА | —                        |
| 26.05.2024 | Бєлгородська область | Бєлгород              | БпЛА                         | відомо про загибель військовослужбовця в ході обстрілів міста                                                                                     | щонайменше 1 загиблий    |
| 27.05.2024 | Краснодарський край  | Армавір               | БпЛА                         | відомо про атаку БпЛА Tekever AR3 | —                        |
| 31.05.2024 | Краснодарський край  | Порт Кавказ           | ракетний удар                | уражено нафтовий термінал | —                        |
| 31.05.2024 | Краснодарський край  | Темрюк                | ракетний удар                | уражено нафтобазу | —                        |
| 01.06.2024 | Бєлгородська область | Бєлгородська область  | M142 HIMARS                  | відомо про ймовірний ракетний удар по військовій інфраструктурі                                                                                   | —                        |
| 02.06.2024 | Бєлгородська область | Корочанський р-н      | —                            | відомо про загибель заступника голови адміністрації Корочанського району                                                                          | загиблий і поранені      |
| 02.06.2024 | Бєлгородська область | Корочанський р-н      | —                            | відомо про атаку на військовий об'єкт ЗС РФ та знищення декількох одиниць військової техніки                                                      | поранені                 |
| 02.06.2024 | Курська область      | Суджанський р-н       | БпЛА                         | українськими безпілотниками було розбито колону вантажівок ЗС РФ                                                                                  | загиблі і поранені       |
| 02.06.2024 | Курська область      | Курська область       | БпЛА                         | відомо про атаки БпЛА | —                        |
| 02.06.2024 | Бєлгородська область | Бєлгородська область  | БпЛА                         | відомо про атаки БпЛА | —                        |
| 02.06.2024 | Бєлгородська область | Бєлгород              | БпЛА/ракетний удар           | заявлено про атаку на місто | —                        |
| 02.06.2024 | Бєлгородська область | хутор Ґрємучій        | —                            | відомо про пожежу на військовому складі | 7 поранено               |
| 02.06.2024 | Бєлгородська область | Шопине                | M142 HIMARS                  | відомо про ймовірний ракетний удар по військовій інфраструктурі                                                                                   | —                        |
| 03.06.2024 | Бєлгородська область | Бєлгородська область  | ракетний удар                | відомо про ураження засобів комплексу ППО С-400                                                                                                   | —                        |
| 04.06.2024 | Бєлгородська область | Бєлгородська область  | ракетний удар                | було помічено уламки ракети M30 DPICM | —                        |
| 04.06.2024 | Бєлгородська область | Івня                  | БпЛА/ракетний удар           | відомо про атаку і руйнування | —                        |
| 06.06.2024 | Ростовська область   | Новошахтинськ         | БпЛА                         | відомо про повторну (після 13 березня) атаку на Новошахтинський нафтопереробний завод і масштабну пожежу                                          | —                        |
| 06.06.2024 | Бєлгородська область | Старий Оскол          | БпЛА                         | безпілотник атакував нафтобазу під Старим Осколом у Бєлгородській області, внаслідок вибуху сталося займання одного з резервуарів                 | —                        |
| 08.06.2024 | Бєлгородська область | Бєлгород              | БпЛА                         | владою було заявлено про атаку | —                        |
| 09.06.2024 | Бєлгородська область | Бєлгород              | БпЛА, РСЗВ, обстріл          | владою було заявлено про обстріл міста і руйнування                                                                                               | —                        |
| 09.06.2024 | Бєлгородська область | Шебекінський р-н      | M142 HIMARS                  | удар по базі відпочинку у користуванні військових                                                                                                 | загиблі і поранені       |
| 09.06.2024 | Бєлгородська область | Центральноє           | M142 HIMARS                  | військова інфраструктура, склад боєприпасів | військова техніка        |
| 09.06.2024 | Бєлгородська область | Новий Оскол           | авіабомбовий удар            | відомо про влучання російських авіабомб по території міста Новий Оскол 9 червня                                                                   | —                        |
| 10.06.2024 | Ростовська область   | Таганрозька затока    | БпЛА                         | відбулася атака на буксир «Інженер Смирнов» та баржу «Секція-179»                                                                                 | 2 поранено               |
| 11.06.2024 | Бєлгородська область | Борисівка             | M142 HIMARS                  | відомо про ракетну атаку по військовому об'єкту                                                                                                   | загиблі і поранені       |
| 13.06.2024 | Курська область      | Курська область       | БпЛА                         | оператори 3-го полку ССО під час роботи на одному з операційних напрямків знищили російську цифрову радіорелейну станцію Р-416ГМ                  | Р-416ГМ                  |
| 14.06.2024 | Ростовська область   | Морозовськ            | БпЛА                         | відомо про ураження об'єктів енергетики та військового аеродрому внаслідок атаки безпілотників                                                    | —                        |
| 15.06.2024 | Ростовська область   | Каменськ-Шахтинський  | БпЛА                         | відомо про атаку БпЛА та пошодження житлових і нежитлових приміщень                                                                               | —                        |
| 17.06.2024 | Бєлгородська область | Бєлгородська область  | БпЛА                         | відомо про атаки БпЛА | —                        |
| 17.06.2024 | Воронезька область   | Воронезька область    | БпЛА                         | відомо про атаки БпЛА | —                        |
| 17.06.2024 | Краснодарський край  | Краснодарський край   | БпЛА                         | відомо про атаки БпЛА | —                        |
| 18.06.2024 | Ростовська область   | Азов                  | БпЛА                         | безпілотники атакували резервуари з нафтопродуктами, на місці удару спалахнула пожежа                                                             | —                        |
| 18.06.2024 | Краснодарський край  | Чушка                 | БпЛА                         | відомо про ураження нафтобази і терміналу по перевалці нафтопродуктів і хімічних вантажів «Юґнєфтєхімтранзіт»                                     | —                        |
| 20.06.2024 | Краснодарський край  | Слов'янськ-на-Кубані  | БпЛА                         | заявлено про влучання безпілотника у житловий будинок                                                                                             | 1 загибла                |
| 20.06.2024 | Краснодарський край  | Енем                  | БпЛА                         | влада РФ заявила про нову нічну атаку безпілотників, унаслідок чого сталося влучання в нафтобазу «Лукойл»                                         | —                        |
| 20.06.2024 | Краснодарський край  | Афіпський             | БпЛА                         | відомо про атаку на Афіпський нафтопереробний завод та пожежу                                                                                     | —                        |
| 21.06.2024 | Краснодарський край  | Єйськ                 | ракетний удар                | внаслідок удару по полігону було знищено понад сотню дронів                                                                                       | —                        |
| 21.06.2024 | Краснодарський край  | Ільський НПЗ          | БпЛА                         | відомо про ймовірно атаку безпілотників на НПЗ | —                        |
| 23.06.2024 | Брянська область     | Брянська область      | БпЛА                         | відомо про атаки БпЛА | —                        |
| 24.06.2024 | Бєлгородська область | Бєлгородська область  | M142 HIMARS                  | відомо про ракетний удар по пункту дислокації військових РФ                                                                                       | 1+ загиблий              |
| 25.06.2024 | Бєлгородська область | Бєлгород              | БпЛА, ракетний удар          | російською владою заявлено про масований нічний обстріл міста                                                                                     | поранені                 |
| 25.06.2024 | Воронезька область   | Ольховатка            | —                            | відомо про влучання у склад боєприпасів і подальшу детонацію                                                                                      | —                        |
| 25.06.2024 | Бєлгородська область | Шебекінський р-н      | авіабомбовий удар            | відомо про влучання трьох російських авіабомб по території Шебекінського округу 25 червня                                                         | —                        |
| 26.06.2024 | Бєлгородська область | Шебекінський р-н      | M142 HIMARS                  | відомо про ракетний удар по засобах ППО | —                        |
| 26.06.2024 | Курська область      | Стропиці              | M142 HIMARS                  | відомо про удар по військовій інфраструктурі | 6 поранено               |
| 28.06.2024 | Брянська область     | Брянськ               | БпЛА                         | відомо про атаки БпЛА | —                        |
| 28.06.2024 | Бєлгородська область | Маслова Пристань      | ФАБ-3000                     | відомо про нештатні скидання російських бомб на російській території протягом 28 червня                                                           | —                        |
| 28.06.2024 | Бєлгородська область | Шебекінський р-н      | ФАБ-500                      | відомо про нештатні скидання російських бомб на російській території протягом 28 червня                                                           | —                        |
| 29.06.2024 | Бєлгородська область | Шебекінський р-н      | авіабомбовий удар            | відомо про нештатні скидання російських бомб на російській території протягом 29 червня                                                           | —                        |
| 30.06.2024 | Курська область      | Курська область       | БпЛА                         | відомо про атаки БпЛА, відомо про атаки безпілотниками та пошкодження із жертвами у Бєлгородській області                                         | —                        |
| 30.06.2024 | Бєлгородська область | Бєлгородська область  | БпЛА                         | відомо про атаки БпЛА, відомо про атаки безпілотниками та пошкодження із жертвами у Бєлгородській області                                         | —                        |
| 30.06.2024 | Бєлгородська область | Бєлгород              | БпЛА                         | відомо про атаки БпЛА, відомо про атаки безпілотниками та пошкодження із жертвами у Бєлгородській області                                         |                          |
| 30.06.2024 | Бєлгородська область | Грайворон             | БпЛА                         | відомо про атаки БпЛА, відомо про атаки безпілотниками та пошкодження із жертвами у Бєлгородській області                                         |                          |
| 30.06.2024 | Брянська область     | Брянська область      | БпЛА                         | відомо про атаки БпЛА, відомо про атаки безпілотниками та пошкодження із жертвами у Бєлгородській області                                         | —                        |
| 01.07.2024 | Бєлгородська область | Бєлгород              | авіабомбовий удар            | відомо про нештатний схід КАБу з літака Су-34 | —                        |
| 01.07.2024 | Бєлгородська область | Бєлгород              | БпЛА                         | унаслідок масованої атаки безпілотників на об’єкти бєлгородської енергомережі частина області залишилася без електропостачання                    | —                        |
| 01.07.2024 | Курська область      | Курськ                | БпЛА                         | відомо про атаки українських безпілотників по місту протягом доби                                                                                 | —                        |
| 02.07.2024 | Курська область      | Курськ                | БпЛА                         | відомо про атаку міста та пожежу на території 3754-ї центрально авіа-технічної бази (в/ч 13830)                                                   | —                        |
| 03.07.2024 | Бєлгородська область | Бєлгород              | БпЛА                         | відомо про атаки БпЛА | —                        |
| 03.07.2024 | Краснодарський край  | Новоросійськ          | безпілотний надводний апарат | відомо про спробу атаки портової і нафтової інфраструктури Новоросійська                                                                          | —                        |
| 04.07.2024 | Курська область      | Суджа                 | БпЛА                         | відомо про атаку промислових об'єктів | —                        |
| 05.07.2024 | Краснодарський край  | Приморсько-Ахтарськ   | БпЛА                         | пошкоджено місцеву електропідстанцію в результаті атаки                                                                                           | —                        |
| 05.07.2024 | Ростовська область   | Ростов-на-Дону        | БпЛА                         | безпілотники атакували термінал із перевалки нафтопродуктів (нафтобазу) між Батайськом і Ростовом                                                 | —                        |
| 05.07.2024 | Бєлгородська область | Бєлгородська область  | MGM-140 ATACMS               | заявлено про удар по укріпленнях, особовому складу                                                                                                | —                        |
| 06.07.2024 | Краснодарський край  | Єйський р-н           | БпЛА                         | заявлено про пошкодження інфраструктури звʼязку внаслідок атаки                                                                                   | —                        |
| 06.07.2024 | Краснодарський край  | станиця Ленінградська | БпЛА                         | відомо про загоряння резервуара з паливом на нафтобазі у станиці Ленінградській унаслідок атаки БпЛА                                              | —                        |
| 06.07.2024 | Краснодарський край  | станиця Павловська    | БпЛА                         | по нафтобазі «Лукойл-Юґнєфтєпродукт» у станиці Павлівській зафіксовано влучання безпілотників та пожежу                                           | —                        |
| 07.07.2024 | Воронезька область   | Сєргєєвка             | БпЛА                         | безпілотники СБУ вночі вразили склад боєприпасів у Воронезькій області                                                                            | —                        |
| 08.07.2024 | Бєлгородська область | Бєлгород              | M142 HIMARS                  | відомо про ракетну атаку на управлінню МВС у Бєлгородській області                                                                                | —                        |
| 08.07.2024 | Бєлгородська область | Шебекінський р-н      | БпЛА                         | відомо про атаку безпілотниками автомобільної заправки                                                                                            | —                        |
| 09.07.2024 | Бєлгородська область | Шебекінський р-н      | БпЛА                         | заявлено про атаку БпЛА по території населених пунктів                                                                                            | загиблі і поранені       |
| 09.07.2024 | Бєлгородська область | Бєлгород              | БпЛА                         | заявлено про атаку БпЛА по території населених пунктів та руйнування                                                                              | загиблі і поранені       |
| 09.07.2024 | Курська область      | Суджа                 | БпЛА                         | відомо про атаку промислових та енергетичних об'єктів                                                                                             | —                        |
| 09.07.2024 | Ростовська область   | Юдіно                 | БпЛА                         | СБУ та ГУР вночі вдарили по 500 кВ електропідстанції у Ростовській області                                                                        | —                        |
| 10.07.2024 | Бєлгородська область | Шебекінський р-н      | БпЛА                         | заявлено про атаку БпЛА по території населених пунктів                                                                                            | загиблі і поранені       |
| 13.07.2024 | Ростовська область   | Цимлянський р-н       | БпЛА                         | відбулася атака нафтобази, удар припав по резервуарах із бензином та дизельним пальним                                                            | —                        |
| 16.07.2024 | Курська область      | Коренево              | БпЛА                         | унаслідок атаки дронів чого спалахнув завод низьковольтної апаратури, вогонь поширився на 400 м²                                                  | —                        |
| 16.07.2024 | Воронезька область   | Підгірне              | БпЛА                         | відомо про атаку дронів і пожежу на цементному заводі                                                                                             | —                        |
| 18.07.2024 | Бєлгородська область | Бєлгород              | БпЛА, ракетний удар          | відомо про атаку і обстріл об'єкта інфраструктури                                                                                                 | —                        |
| 19.07.2024 | Бєлгородська область | Бєлгород              | БпЛА, ракетний удар          | заявлено про обстріл міста та руйнування | —                        |
| 19.07.2024 | Курська область      | Курськ                | БпЛА                         | відомо про обстріл міста та руйнування | —                        |
| 20.07.2024 | Ростовська область   | Міллерово             | БпЛА                         | у ніч проти 20 липня ударні безпілотники уразили об’єкти на військовому аеродромі                                                                 | —                        |
| 22.07.2024 | Ростовська область   | Морозовськ            | БпЛА                         | українські безпілотники атакували військовий аеродром Морозовськ, внаслідок чого почалася пожежа                                                  | засоби ППО, літак        |
| 22.07.2024 | Краснодарський край  | Туапсе                | БпЛА                         | дрони української розвідки атакували нафтопереробний завод, відомо про пожежу внаслідок влучань                                                   | —                        |
| 22.07.2024 | Курська область      | Снагость              | БпЛА                         | відомо про ураження дроном електропідстанції у Курській області 22 липня                                                                          | —                        |
| 22.07.2024 | Бєлгородська область | Микільське            | авіабомбовий удар            | відомо про ураження російської території авіабомбою 22 липня                                                                                      | —                        |
| 23.07.2024 | Краснодарський край  | порт Кавказ           | БпЛА                         | дрони уразили залізничний пором «Славянін» який обслуговував маршрут через Керченську протоку                                                     | загиблі і поранені       |
| 24.07.2024 | Курська область      | Курськ                | БпЛА                         | російська влада заявила про масштабну атаку безпілотників на Курськ і область увечері 24 липня                                                    | поранені                 |
| 24.07.2024 | Курська область      | Курська область       | БпЛА                         | російська влада заявила про масштабну атаку безпілотників на Курськ і область увечері 24 липня                                                    | поранені                 |
| 26.07.2024 | Ростовська область   | Ростовська область    | БпЛА                         | відомо про атаки БпЛА | —                        |
| 26.07.2024 | Курська область      | Курська область       | БпЛА                         | відомо про ураження трьох електропідстанцій у Курській області                                                                                    | —                        |
| 27.07.2024 | Бєлгородська область | Бєлгородська область  | авіабомбовий удар            | відомо про ураження російської території авіабомбою 27 липня                                                                                      | —                        |
| 28.07.2024 | Курська область      | Полєвая               | БпЛА                         | безпілотники Головного управління розвідки МО України атакували нафтобазу у Курській області                                                      | —                        |
| 28.07.2024 | Курська область      | Курськ                | БпЛА                         | заявлено про атаку міста безпілотниками і влучання по електропідстанції внаслідок чого відбулося відімкнення енергопостачання                     | —                        |
| 28.07.2024 | Бєлгородська область | Томаровка             | БпЛА                         | відомо про ураження електропідстанції | —                        |
| 29.07.2024 | Курська область      | Курська область       | —                            | заявлено про ураження низки тягових електропідстанцій у Курській області 29 липня                                                                 | —                        |
| 30.07.2024 | Курська область      | Вози                  | ракетний удар                | у Генштабі ЗСУ заявили про черговий удар по російській нафтобазі в н. п. Вози                                                                     | —                        |
| 30.07.2024 | Курська область      | Курськ                | ракетний удар                | відомо про ракетну атаку по місту Курськ вночі 30 липня                                                                                           | —                        |
| 31.07.2024 | Курська область      | Курський р-н          | Р-360 «Нептун»               | відомо про пожежі внаслідок ракетної атаки по території військових частин 42699 та в/ч 75079                                                      | поранені                 |
| 02.08.2024 | Краснодарський край  | Тихорєцьк             | БпЛА                         | російською владою було заявлено про атаку безпілотниками електропідстанції                                                                        | —                        |
| 03.08.2024 | Бєлгородська область | Губкінський р-н       | БпЛА                         | українські дрони уразили нафтобазу «Губкінська» у Бєлгородській області                                                                           | —                        |
| 03.08.2024 | Ростовська область   | Морозовськ            | БпЛА                         | відомо про атаку безпілотниками військової бази та аеродрому, внаслідок якої знищено склад боєприпасів та щонайменше один літак Су-34             | —                        |
| 03.08.2024 | Ростовська область   | Каменськ-Шахтинський  | БпЛА                         | українські дрони уразили нафтобазу комбінату «Атлас» Росрезерву                                                                                   | —                        |
| 03.08.2024 | Ростовська область   | Степовий              | БпЛА                         | відомо про ураження безпілотниками в/ч 11659 | —                        |
| 04.08.2024 | Ростовська область   | Азов                  | БпЛА                         | відомо про атаку українських безпілотників по території нафтобази у місті Азов і пожежу площею понад 5000 м²                                      | —                        |
| 06.08.2024 | Курська область      | Курська область       | M142 HIMARS                  | особовий склад | загиблі і поранені       |
| 09.08.2024 | Курська область      | Октябрське            | M142 HIMARS                  | 15 одиниць транспорту, особовий склад | загиблі і поранені       |
| 09.08.2024 | Курська область      | Курчатов              | БпЛА                         | відомо про ураження електропідстанції українським безпілотником і знеструмлення міста                                                             | —                        |
| 09.08.2024 | Бєлгородська область | Новий Оскол           | БпЛА                         | українські ударні безпілотники уразили ремонтну базу російських військових                                                                        | —                        |
| 10.08.2024 | Курська область      | Суджа                 | авіабомбовий удар            | відомо про ракетний удар по ймовірним українським позиціям                                                                                        | —                        |
| 11.08.2024 | Курська область      | Курськ                | ракетний удар                | відомо про ураження житлового будинки | поранені                 |
| 11.08.2024 | Курська область      | Курськ                | ракетний удар                | відомо про ураження місця розташування військ | —                        |
| 14.08.2024 | Воронезька область   | Борисоглєбськ         | БпЛА                         | відомо про масовану атаку безпілотниками по авіабазі на схід від міста Борисоглєбськ                                                              | —                        |
| 14.08.2024 | Воронезька область   | Балтимор              | БпЛА                         | відомо про масовану атаку безпілотниками по авіабазі «Балтімор» на околиці Воронежа                                                               | —                        |
| 18.08.2024 | Ростовська область   | Пролетарськ           | БпЛА                         | безпілотники атакували резервуари з дизельним пальним, внаслідок чого відбулися дві пожежі                                                        | 41+ поранено             |
| 21.08.2024 | Бєлгородська область | Бєлгородська область  | БпЛА                         | відомо про атаки БпЛА | —                        |
| 21.08.2024 | Брянська область     | Брянська область      | БпЛА                         | відомо про атаки БпЛА | —                        |
| 21.08.2024 | Курська область      | Курська область       | БпЛА                         | відомо про атаки БпЛА | —                        |
| 21.08.2024 | Ростовська область   | Новошахтинськ         | Р-360 «Нептун»               | заявлено про атаку на засоби ППО | —                        |
| 22.08.2024 | Краснодарський край  | порт Кавказ           | Р-360 «Нептун»               | удар по залізничному порому що перевозив цистерни з пальним                                                                                       | 15 загиблих              |
| 23.08.2024 | Ростовська область   | Пролетарськ           | БпЛА                         | повторний удар по нафтобазі, що продовжувала горіти з 18 серпня                                                                                   | —                        |
| 24.08.2024 | Воронезька область   | Нова Мельниця         | Р-360 «Нептун»               | влучання у склад боєприпасів | поранені                 |
| 24.08.2024 | Ростовська область   | Батайськ              | БпЛА                         | відомо про атаку безпілотників по території військових об'єктів у місті Батайськ                                                                  | —                        |
| 28.08.2024 | Ростовська область   | Молодіжний            | БпЛА                         | відомо про влучання у нафтобазу і масштабну пожежу                                                                                                | —                        |
| 30.08.2024 | Бєлгородська область | Бєлгород              | БпЛА, РСЗВ, обстріл          | російською владою було заявлено про обстріл міста, жертви та руйнування 30 серпня                                                                 | загиблі і поранені       |
| 01.09.2024 | Бєлгородська область | Бєлгород              | БпЛА, РСЗВ, обстріл          | російською владою було заявлено про обстріл міста, жертви та руйнування 1 вересня                                                                 | загиблі і поранені       |
| 02.09.2024 | Бєлгородська область | Бєлгород              | БпЛА, РСЗВ, обстріл          | російською владою було заявлено про обстріл міста, жертви та руйнування 2 вересня                                                                 | загиблі і поранені       |
| 05.09.2024 | Краснодарський край  | Новоросійськ          | безпілотний надводний апарат | було заявлено про атаку на Новоросійськ | —                        |
| 08.09.2024 | Бєлгородська область | Ютанівка              | БпЛА                         | українські дрони атакували майданчик для зберігання палива на території Волоконівського району Бєлгородської області                              | —                        |
| 08.09.2024 | Бєлгородська область | Микільське            | БпЛА                         | відомо про атаку безпілотників на промисловий об'єкт                                                                                              | —                        |
| 10.09.2024 | Курська область      | Халіно                | БпЛА                         | відомо про спробу атаки військового аеродрому | —                        |
| 11.09.2024 | Бєлгородська область | Бєлгород              | ракетний удар/БпЛА           | заявлено про ураження складу з боєприпасами | —                        |
| 16.09.2024 | Бєлгородська область | Бєлгород              | БпЛА, РСЗВ, обстріл          | російською владою було заявлено про обстріл міста, жертви та руйнування                                                                           | 8 поранено               |
| 18.09.2024 | Брянська область     | Почіп                 | ракетний удар/БпЛА           | невідомий тип зброї влучив у російську військову частину 23857, та зруйнував будівлю                                                              | —                        |
| 20.09.2024 | Курська область      | Журавлино             | ракетний удар/БпЛА           | було уражено засоби комплексу С-400 | —                        |
| 21.09.2024 | Краснодарський край  | Тихорєцьк             | БпЛА                         | відомо про ураження і пожежу на території сусіднього військового аеродрому, також відомо про смерть командира військової частини                  | загиблі і поранені       |
| 21.09.2024 | Краснодарський край  | Кам’яний              | БпЛА                         | українські безпілотники завдали удару по базі боєприпасів, ймовірному місцю зберіганню боєприпасів із КНДР, з подальшою детонацією                | —                        |
| 22.09.2024 | Бєлгородська область | Черемошне             | обстріл                      | російською владою заявлено про 10 осіб поранених від обстрілу в селі, з яких 7 — військові                                                        | 10 поранено              |
| 03.10.2024 | Курська область      | Курчатов              | M142 HIMARS                  | відомо про ймовірний ракетний удар по військовій інфраструктурі росіян у районі Курської АЕС                                                      | —                        |
| 03.10.2024 | Воронезька область   | Борисоглєбськ         | БпЛА                         | відомо про атаку безпілотниками території військового аеродрому                                                                                   | —                        |
| 04.10.2024 | Воронезька область   | Анна                  | БпЛА                         | атака безпілотників і пожежа сталася вночі на нафтобазі ТОВ «Аннанафтопродукт»                                                                    | —                        |
| 04.10.2024 | Бєлгородська область | Бєлгородська область  | БпЛА                         | український дрон-камікадзе уразив російську РЛС із комплексу протиповітряної оборони С-400 у Бєлгородській області                                | —                        |
| 04.10.2024 | Бєлгородська область | Пєсчанка              | БпЛА                         | відомо про атаку безпілотниками Піщанський спиртзаводу                                                                                            | —                        |
| 05.10.2024 | Воронезька область   | Новохоперський        | БпЛА                         | безпілотники атакували спиртзавод «Етанол спирт»                                                                                                  | —                        |
| 05.10.2024 | Бєлгородська область | Старий Оскол          | БпЛА                         | безпілотники атакували спиртзавод | —                        |
| 09.10.2024 | Брянська область     | Карачев               | БпЛА                         | ударні безпілотники завдали удару по артилерійському арсеналу (67-й арсенал ГРАУ) біля міста Карачев Брянської області РФ                         | —                        |
| 09.10.2024 | Краснодарський край  | Єйськ                 | БпЛА                         | було заявлено про атаку БпЛА | —                        |
| 10.10.2024 | Краснодарський край  | Октябрьскій           | Р-360 «Нептун»               | склад боєприпасів та БпЛА | —                        |
| 12.10.2024 | Краснодарський край  | Слов'янськ-на-Кубані  | БпЛА                         | російською владою заявлено про атаку безпілотників та руйнування цивільних споруд                                                                 | —                        |
| 12.10.2024 | Краснодарський край  | Приморсько-Ахтарськ   | БпЛА                         | російською владою заявлено про атаку безпілотників та руйнування цивільних споруд                                                                 | —                        |
| 16.10.2024 | Краснодарський край  | Мар'янська            | БпЛА                         | було заявлено про атаку БпЛА і пошкодження житлової забудови                                                                                      | —                        |
| 20.10.2024 | Брянська область     | Брянська область      | БпЛА                         | відомо про атаки БпЛА | —                        |
| 20.10.2024 | Курська область      | Жєлєзногорськ         | БпЛА                         | відомо про атаки безпілотників на різні об'єкти у місті                                                                                           | —                        |
| 22.10.2024 | Воронезька область   | Воронезька область    | БпЛА                         | відомо про атаку безпілотників на промислове підприємство та пожежу внаслідок цього                                                               | —                        |
| 28.10.2024 | Воронезька область   | Красноє               | БпЛА                         | дрони атакували спиртзавод «Етанол спирт» (один з найпотужніших в РФ, у 2021 році був модернізований на загальну суму в 1 млрд російських рублів) | —                        |
| 03.11.2024 | Ростовська область   | Новочеркаськ          | БпЛА                         | ударні безпілотники атакували полігон із російськими військовими                                                                                  | загиблі і поранені       |
| 05.11.2024 | Бєлгородська область | Бєлгород              | БпЛА                         | камерою спостереження зафіксовано влучання дрона у житловий будинок                                                                               | 2 поранено               |
| 10.11.2024 | Брянська область     | Брянськ               | БпЛА                         | влучання у завод по ремонту артилерійських систем «120 арсенал» на базі колишнього 120-го артилерійського арсеналу ГРАУ міноборони РФ             | —                        |
| 12.11.2024 | Бєлгородська область | Старий Оскол          | БпЛА                         | відомо про влучання безпілотників по резервуарам нафтобази та пожежу на одному з резервуарів                                                      | —                        |
| 14.11.2024 | Бєлгородська область | Бєлгород              | M142 HIMARS                  | було нанесено ракетний удар по складським приміщенням із військовою технікою                                                                      | 7 поранено               |
| 15.11.2024 | Краснодарський край  | Кримськ               | БпЛА                         | відбулася атака дронів на військовий аеродром «Кримськ»                                                                                           | —                        |
| 18.11.2024 | Бєлгородська область | Губкін                | БпЛА                         | уражено командний пункт угруповання військ «сєвєр»                                                                                                | —                        |
| 19.11.2024 | Бєлгородська область | Алєксєєвка            | БпЛА                         | було завдано удару по підприємству «ЕФКО», пошкоджено виробниче приміщення, інфраструктурний об'єкт і лінію електропередачі                       | —                        |
| 19.11.2024 | Брянська область     | Карачев               | ATACMS                       | було завдано повторного удару по артилерійському арсеналу (67-й арсенал ГРАУ) біля міста Карачев                                                  | —                        |
| 19.11.2024 | Воронезька область   |                       | БпЛА                         | під атаку українських дронів потрапило промислове підприємство                                                                                    | —                        |
| 20.11.2024 | Курська область      | Мар'їно               | Storm Shadow                 | влучання щонайменше восьми ракет у командний пункт, та військову інфраструктуру поруч                                                             | 18+ загиблих, поранені   |
| 24.11.2024 | Курська область      | Велике Жирово         | ATACMS                       | заявлено про ураження засобів зенітного ракетного комплексу С-400                                                                                 | 8+ загиблих, поранені    |
| 25.11.2024 | Курська область      | Халіно                | ATACMS                       | відомо про атаку аеропорту | —                        |
| 26.11.2024 | Ростовська область   | Ростовська область    | БпЛА                         | відомо про атаки БпЛА | —                        |
| 28.11.2024 | Краснодарський край  | Слов'янськ-на-Кубані  | БпЛА                         | відомо про атаки БпЛА та ушкодження цивільної інфраструктури                                                                                      | 1 поранена               |
| 28.11.2024 | Краснодарський край  | Красноармійський р-н  | БпЛА                         | відомо про атаки БпЛА та ушкодження цивільної інфраструктури                                                                                      | —                        |
| 29.11.2024 | Краснодарський край  | Туапсе                | БпЛА                         | відомо про атаки БпЛА | —                        |
| 29.11.2024 | Ростовська область   | Каменськ-Шахтинський  | БпЛА                         | українські дрони вдруге у 2024 році уразили нафтобазу комбінату «Атлас» Росрезерву                                                                | —                        |
| 30.11.2024 | Курська область      | Курська область       | M142 HIMARS                  | скупення піхоти | 12 загиблих, 25 поранено |
| 30.11.2024 | Брянська область     | Суземка               | —                            | уражено об’єкти російського науково-виробничого об’єднання «Стрела»                                                                               | —                        |
| 30.11.2024 | Краснодарський край  | Сочі                  | БпЛА                         | відомо про атаки БпЛА | —                        |
| 04.12.2024 | Краснодарський край  | Новоросійськ          | БпЛА                         | відомо про атаки БпЛА | —                        |
| 04.12.2024 | Ростовська область   | Таганрог              | БпЛА                         | відомо про атаки БпЛА | —                        |
| 06.12.2024 | Воронезька область   | Богучар               | БпЛА                         | дрони вдарили по будівлі штабу 3-ї мотострілецької дивізії 20-ї загальновійськової армії ЗС РФ                                                    | —                        |
| 08.12.2024 | Курська область      | Курськ                | ракетний удар/БпЛА           | російськими ЗМІ заявлено про ракетну атаку | —                        |
| 08.12.2024 | Курська область      | Курчатов              | ракетний удар/БпЛА           | російськими ЗМІ заявлено про ракетну атаку | —                        |
| 11.12.2024 | Ростовська область   | Таганрог              | ATACMS                       | атакувано завод із будівництва літаків | 1 загиблий, 41 поранено  |
| 11.12.2024 | Ростовська область   | Таганрог              | ATACMS                       | військова база | 1 загиблий, 41 поранено  |
| 11.12.2024 | Брянська область     | Брянськ               | БпЛА                         | атаковано наливний пункт нафтопроводу «Дружба» (НП «Брянськ»)                                                                                     | —                        |
| 18.12.2024 | Воронезька область   | Воронезька область    | БпЛА                         | відомо про атаки БпЛА | —                        |
| 18.12.2024 | Ростовська область   | Каменськ-Шахтинський  | ракетний удар                | хімічне підприємство Комбінат Каменський | —                        |
| 19.12.2024 | Ростовська область   | Новошахтинськ         | БпЛА                         | влучання зафіксовано по Новошахтинському заводі нафтопродуктів                                                                                    | —                        |
| 21.12.2024 | Краснодарський край  | Сочі                  | БпЛА                         | відомо про атаки БпЛА | —                        |
| 21.12.2024 | Краснодарський край  | Туапсе                | БпЛА                         | відомо про атаки БпЛА | —                        |
| 22.12.2024 | Краснодарський край  | Персіановський        | БпЛА                         | був уражений склад боєприпасів на полігоні «Кадамовскій»                                                                                          | —                        |
| 24.12.2024 | Ростовська область   | Міллерово             | БпЛА                         | дрони, уразили техніко-експлуатаційну частину військового аеродрому, де ремонтували винищувачі                                                    | —                        |
| 28.12.2024 | Воронезька область   | Воронезька область    | БпЛА                         | відомо про атаки БпЛА, заявлено про пошкодження контактної мережі залізниці                                                                       | —                        |
| 29.12.2024 | Ростовська область   | Сальськ               | БпЛА                         | внаслідок атаки БпЛА отримали пошкодження споруди на території локомотивного депо                                                                 | —                        |
| 30.12.2024 | Курська область      | Льгов                 | Storm Shadow                 | відомо про ракетний удар по командному пункті російських військ                                                                                   | 8+ загиблих, поранені    |
| 31.12.2024 | Брянська область     | Мамай                 | БпЛА                         | удар проміжної нафтоперекачувальної станції нафтопроводу «Дружба»                                                                                 | —                        |

## Інші інциденти
| дата       | регіон               | місце                | тип атаки | влучання | жертви             |
| ---------- | -------------------- | -------------------- | --------- | --- | ------------------ |
| 15.01.2024 | Ростовська область   | Каменськ-Шахтинський | вибухи    | відомо про вибухи та масштабну пожежу на території об'єкту хімічної промисловості (державний комбінат Каменський)                 | —                  |
| 17.01.2024 | Ростовська область   | Шахти                | вибухи    | відомо про вибухи та пожежу на Шахтинському поліефірному заводі                                                                   | 9 поранено         |
| 03.02.2024 | Бєлгородська область | Бєлгород             | —         | внаслідок ймовірної аварії об'єкту енергетики в кількох районах міста на зникло світло                                            | —                  |
| 21.03.2024 | Ростовська область   | Таганрог             | вибухи    | відомо про вибухи | —                  |
| 03.04.2024 | Ростовська область   | Ростов-на-Дону       | вибухи    | відомо про вибухи і пожежу на складі з пальним                                                                                    | —                  |
| 08.04.2024 | Краснодарський край  | Краснодар            | пожежа    | відомо про потужну пожежу на фабриці                                                                                              | —                  |
| 22.04.2024 | Воронезька область   | Воронеж              | пожежа    | на електромеханічному заводі ЕЛМАШ сталася пожежа площею понад 3 000 м²                                                           | —                  |
| 27.05.2024 | Ростовська область   | Азов                 | пожежа    | спалахнула пожежа на території зернового терміналу порту «Азов», де вантажать крадене українське зерно                            | —                  |
| 30.05.2024 | Ростовська область   | Ростов-на-Дону       | пожежа    | відомо про пожежу в районі заводу «Ростсельмаш»                                                                                   | —                  |
| 14.06.2024 | Ростовська область   | Міллерово            | —         | згідно з оприлюдненою інформацією з'ясувалося, що у машині, яку підірвали, був начальник штабу військової частини Вадим Собеський | —                  |
| 15.06.2024 | Ростовська область   | Ростов-на-Дону       | напад     | Терористи ІДІЛ здійснили спробу захопити слідчий ізолятор у Ростові-на-Дону                                                       | 6+ загиблих        |
| 21.06.2024 | Ростовська область   | Ростов-на-Дону       | пожежа    | спалахнула пожежа, горіли складські приміщення бази що у власності Міністерства внутрішніх справ                                  | —                  |
| 04.07.2024 | Курська область      | Курськ               | пожежа    | відомо про пожежу на курському заводі тракторних запчастин                                                                        | —                  |
| 11.07.2024 | Бєлгородська область | Бєлгородська область | напад     | російський військовослужбовець здійснив напад на інших російських військових                                                      | загиблі і поранені |
| 30.07.2024 | Ростовська область   | Ростов-на-Дону       | пожежа    | відомо про пожежу на складі полікарбонату, пожежа охопила площу в 500 м²                                                          | —                  |
| 04.08.2024 | Ростовська область   | Ростов-на-Дону       | пожежа    | поруч із нафтосховищем у неділю сталася велика пожежа площею понад 5000 м²                                                        | —                  |
| 11.08.2024 | Ростовська область   | Ростов-на-Дону       | пожежа    | відомо про вибух і пожежу неподалік військового об'єкту                                                                           | —                  |
| 28.08.2024 | Ростовська область   | Ростов-на-Дону       | пожежа    | відомо про масштабну пожежу у місті                                                                                               | —                  |
| 08.09.2024 | Ростовська область   | Ростов-на-Дону       | пожежа    | сталася пожежа площею понад 1 000 м² на меблевому складі                                                                          | —                  |
| 15.09.2024 | Ростовська область   | Ростов-на-Дону       | пожежа    | відомо про пожежу на складі будівельних матеріалів що поширилася на інші об'єкти                                                  | —                  |
| 21.09.2024 | Краснодарський край  | Молькін              | пожежа    | у Молькіно загорілися адміністративні будівлі, де майже десять років розташовувалася тренувальна база вагнерівців                 | —                  |
| 24.09.2024 | Ростовська область   | Таганрог             | пожежа    | сталася пожежа на меблевому складі і торгових приміщеннях через падіння російського БпЛА «Оріон»                                  | —                  |
| 28.09.2024 | Брянська область     | Локоть               | пожежа    | відомо про пожежу на деревообробному підприємстві                                                                                 | —                  |
| 28.10.2024 | Брянська область     | Брянськ              | диверсія  | було здійснено підпал на об'єкті енергетичної інфраструктури                                                                      | —                  |
| 21.11.2024 | Краснодарський край  | Краснодар            | пожежа    | відомо про загоряння яке розпочалося після того, як пролунали два вибухи                                                          | —                  |

## Атаки та інциденти на залізниці
| дата       | регіон               | місце                | тип атаки | влучання | жертви |
| ---------- | -------------------- | -------------------- | --------- | --- | ------ |
| 09.02.2024 | Бєлгородська область | Гостищево            | обстріл   | відомо про обстріл району залізничного вокзалу та пошкодження залізничної інфраструктури                         | —      |
| 05.05.2024 | Ростовська область   | Куберле              | —         | машиніст не впорався з керуванням і пустив потяг з рейок, внаслідок аварії заблоковано повністю залізничну гілку | —      |
| 11.05.2024 | Ростовська область   | Куберле              | пожежа    | цистерна з паливом спалахнула на залізничній станції в Орловському районі Ростовської області                    | —      |
| 17.05.2024 | Краснодарський край  | Гайдук               | —         | відомо про пожежу і пошкодження об'єкту енергетичної інфраструктури на підстанції «Ґайдук-Тяґловая»              | —      |
| 23.06.2024 | Ростовська область   | Ростов-на-Дону       | пожежа    | відомо про пожежу і пошкодження релейної шафи на ділянці залізниці Ростов-на-Дону – Маріуполь                    | —      |
| 11.09.2024 | Бєлгородська область | Бєлгородська область | диверсія  | відомо про ймовірну диверсію на залізниці на перегоні Волоконовка – Новий Оскіл                                  | —      |
| 05.12.2024 | Брянська область     | Брянськ              | диверсія  | у залізничному депо згоріли два магістральні тепловози                                                           | —      |
| 13.12.2024 | Краснодарський край  | Краснодар            | диверсія  | пожежа у місті краснодар вивела з ладу три російські залізничні локомотиви                                       | —      |